# Margaret Thatcher
Margaret Hilda Thatcher (AFI: [ˈmɑːgɹət ˈθæʧə]; de soltera Roberts; 1.ª baronesa Thatcher de Kesteven; Grantham, Inglaterra, 13 de octubre de 1925-Londres, Inglaterra, 8 de abril de 2013) fue una política y estadista británica que ejerció como primera ministra del Reino Unido desde 1979 a 1990, siendo la persona en ese cargo por mayor tiempo durante el siglo XX y la primera mujer que ocupó este puesto en su país. Su firmeza para dirigir los asuntos de Estado, su estricto dominio sobre los ministros de su gabinete y su fuerte política monetarista le valieron el sobrenombre de "la Dama de Hierro". Como jefa de gobierno, su llegada al poder supuso una completa transformación del Reino Unido al apoyar la privatización de empresas estatales, de la educación y de los medios de ayuda social. Sus políticas liberales llegaron a ser conocidas como thatcherismo. También estuvo marcada por su fuerte euroescepticismo, su total oposición a la transferencia de más competencias ejecutivas de gobierno a la Comisión Europea y a la creación de la moneda única.
Ejerció inicialmente como química en Somerville College, Oxford, y luego como abogada. En las elecciones generales de 1959, Thatcher se convirtió en miembro del Parlamento (MP) por Finchley, desde donde juzgó duramente la política fiscal del gobierno laborista. Edward Heath la nombró ministra de Educación y Ciencia en 1970, y en 1975 venció a Heath en las elecciones del Partido Conservador, tras lo cual pasó a ocupar la presidencia del partido, convirtiéndose en líder de la oposición y la primera mujer en dirigir una de las principales organizaciones políticas en el Reino Unido. Después de triunfar con su partido en las elecciones generales de 1979, se convirtió en la primera ministra del Reino Unido.
Tras su llegada al número 10 de Downing Street, Thatcher introdujo una serie de iniciativas políticas y económicas para revertir lo que percibía como un precipitado declive nacional en el Reino Unido. Su filosofía política y económica hicieron hincapié en la desregularización del sector financiero, la flexibilización en el mercado laboral, la privatización de empresas públicas y la reducción del poder de los sindicatos. Durante sus primeros años de gobierno, su popularidad disminuyó en medio de la recesión y el alto desempleo hasta que la recuperación económica y la victoria en la Guerra de Malvinas de 1982 le brindaron un aumento en su popularidad, que se tradujo en la reelección en 1983. Llevó adelante una férrea política exterior caracterizada por su oposición a la formación de la Unión Europea y un completo alineamiento con la política exterior de Estados Unidos. Sin embargo, firmó el Acta Única Europea, que establecía formalmente el mercado único y una cooperación más estrecha en Europa. Introdujo un cambio socioeconómico radical en el Reino Unido, aunque fue criticada por la venta de bienes del Estado y el debilitamiento de los sindicatos.
Thatcher fue reelegida para un tercer mandato en 1987, pero su impuesto a la comunidad conocido popularmente como poll tax fue muy impopular y otros miembros de su gabinete no compartían sus puntos de vista sobre la Comunidad Europea. En noviembre de 1990, renunció al cargo de primera ministra y líder del partido luego de que Michael Heseltine desafiara su puesto como cabeza del mismo, y fue sucedida por John Major. Obtuvo el título nobiliario de baronesa Thatcher de Kesteven, en el condado de Lincolnshire, que le otorgaba el derecho vitalicio y no hereditario de ser miembro de la Cámara de los Lores.

## Primeros años y educación

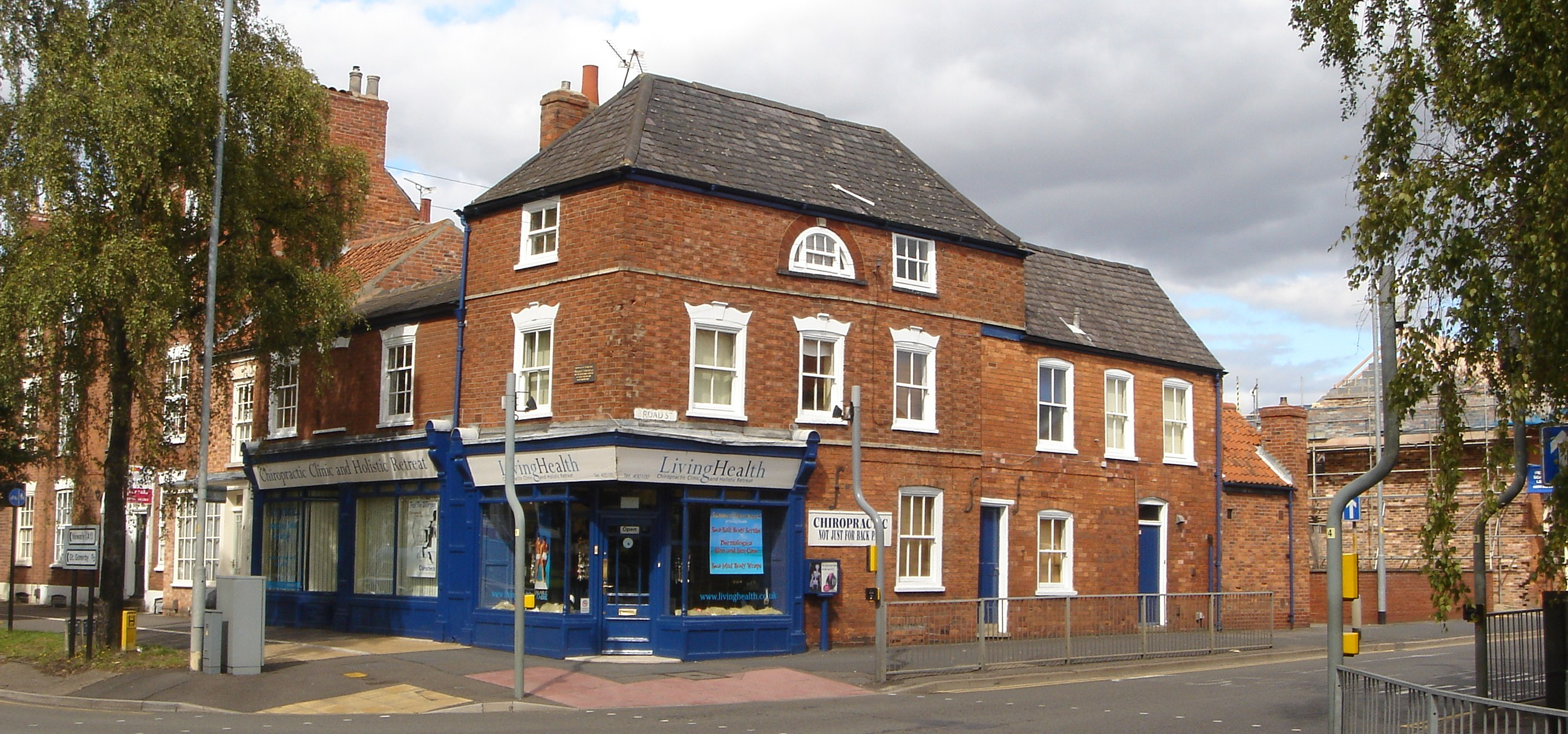
El lugar de nacimiento de Margaret Thatcher, en Grantham.

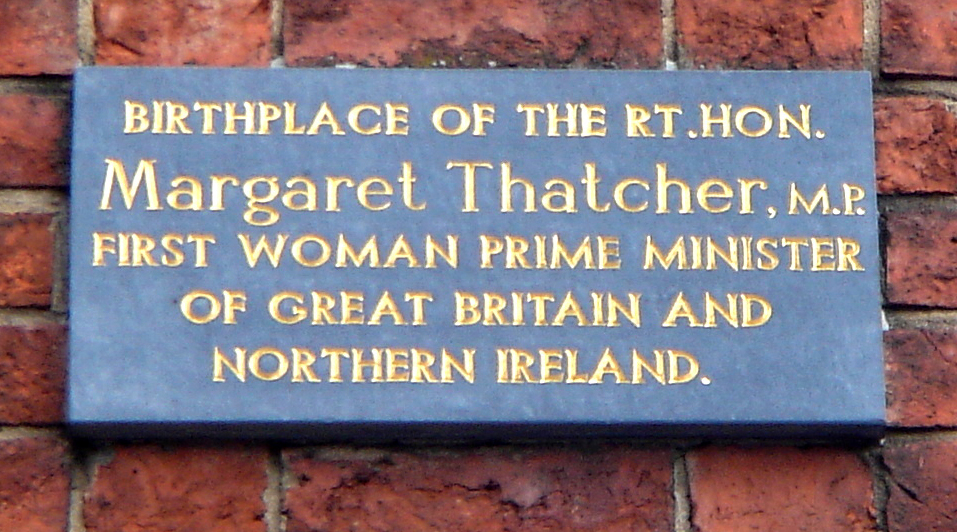
Placa conmemorativa en el sitio donde nació Thatcher.

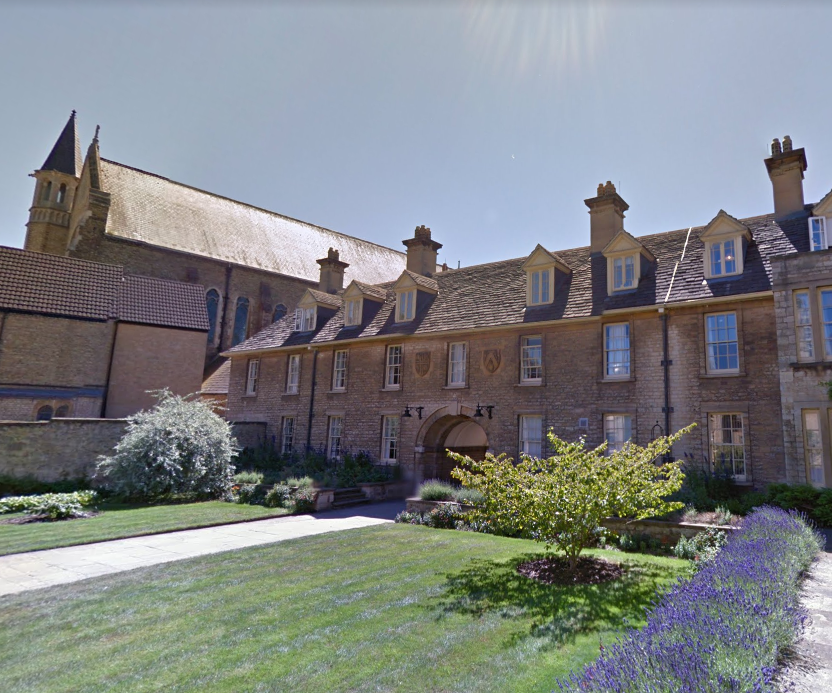
Somerville College, Oxford

Margaret Thatcher nació como Margaret Hilda Roberts en Lincolnshire, el 13 de octubre de 1925. Su padre fue Alfred Roberts, originario de Northamptonshire, y su madre fue Beatrice Ethel, originaria de Lincolnshire. Pasó su infancia en Grantham, donde su padre era propietario de dos tiendas de comestibles. Margaret y su hermana mayor Muriel (1921-2004) se criaron en el apartamento que se encontraba sobre la mayor de las dos tiendas, situada cerca de la vía del tren. Su padre participaba en la política local y en la iglesia metodista como regidor y predicador metodista, y educó a su hija estrictamente bajo esta creencia. Provenía de una familia liberal, pero permaneció tal la costumbre en el gobierno local como candidato independiente. Fue alcalde de Grantham entre 1945 y 1946, y perdió su puesto como regidor en 1952 después de que el Partido Laborista obtuviera su primera mayoría en el Ayuntamiento de Grantham en 1950.
Roberts asistió a la Escuela Primaria Huntingtower Road y obtuvo una beca escolar para la Escuela Femenina de Grantham y Kesteven. Sus informes escolares demostraron un arduo trabajo y una mejora continua. Sus actividades extraescolares incluían piano, hockey sobre césped, recitales de poesía, natación y caminatas. Fue la delegada de su escuela entre 1942 y 1943, y en su sixth form, solicitó una beca para estudiar Química en la institución educativa de Somerville College, Oxford, pero fue rechazada inicialmente y se le ofreció un lugar solo después de que otro candidato se retirara. Llegó a Oxford en 1943 y se graduó cuatro años después en 1947, con honores de segunda clase en el título de grado de Bachelor of Science; en el último año, se especializó en la cristalografía de rayos X bajo la supervisión de Dorothy Hodgkin.
Se convirtió en presidenta de la Asociación de Conservadores de la Universidad de Oxford en 1946, donde fue influenciada por obras políticas como Camino de servidumbre (1944), de Friedrich von Hayek, que consideró la intervención económica del gobierno como precursora de un Estado autoritario. Después de graduarse, Roberts se trasladó a Colchester, en Essex, para trabajar como investigadora química de plásticos BX. Se unió a la Asociación de Conservadores local y asistió a la conferencia del partido en Llandudno en 1948 como representante de los universitarios graduados de la misma. Uno de sus amigos de Oxford era también amigo del presidente de la Asociación de Conservadores de Dartford, en Kent, quien estaba buscando candidatos. Las autoridades de la asociación estaban tan impresionadas con Roberts que le pidieron que se inscribiera a pesar de que no estaba en la lista aprobada del Partido Conservador; fue seleccionada en enero de 1951 y añadida a la lista autorizada posteriormente. En una cena llevada a cabo luego de su aprobación oficial como candidata conservadora para Dartford en enero de 1951, conoció a Denis Thatcher, un exitoso empresario divorciado y rico. En medio de los preparativos para la elección, Roberts se trasladó a Dartford, donde trabajó como investigadora química para J. Lyons and Co. en Hammersmith y formó parte de un equipo encargado de elaborar emulsionantes para la conservación de helados.

## Comienzos de su carrera política
En las elecciones generales de 1950 y 1951, Margaret fue la candidata conservadora para el bastión laborista del escaño de Dartford, donde atrajo la atención de los medios de comunicación por ser la más joven y la única mujer candidata. A pesar de que perdió en ambas ocasiones con Norman Dodds, redujo notablemente la mayoría laborista en 6000, luego a otros 1000 y por una extraña coincidencia, Edward Heath fue elegido por primera vez en el distrito electoral vecino en 1950. Durante las campañas, Roberts fue apoyada por sus padres y por Denis Thatcher, con quien contrajo matrimonio en diciembre de 1951. Denis financió los estudios de su esposa para el Colegio de abogados; se recibió en la categoría de barrister en 1953 y se especializó en derecho tributario. Ese mismo año, nacieron sus mellizos, Carol y Mark. Thatcher no fue candidata en las elecciones generales de 1955, ya que se llevaron a cabo relativamente poco después del nacimiento de sus hijos, aunque fue rechazada por escaso margen para ser candidata por Orpington en las elecciones parciales de 1955, en las cuales triunfó Donald Sumner.

### Miembro del Parlamento (1959-1970)
Luego, comenzó a buscar un escaño prácticamente asegurado para los conservadores y fue seleccionada como candidata por Finchley en abril de 1958 tras superar por poco a Ian Fraser Montagu. Thatcher fue elegida como miembro del Parlamento después de una dura campaña en las elecciones generales de 1959. En su primer discurso, tuvo el respaldo de los miembros privados en el proyecto de la ley de Organismos Públicos de 1960 y exigió a las autoridades que los encuentros del consejo continuasen realizándose de forma pública. En 1961 se opuso a la postura oficial del Partido Conservador cuando votó a favor de la restauración del birching, un tipo de castigo físico escolar que consiste en reprender con una vara de abedul las nalgas desnudas o a veces la espalda u hombros de los alumnos.
En octubre de 1961, Thatcher fue promovida como subsecretaria parlamentaria en el Ministerio de Pensiones y Asuntos Sociales en la administración de Harold Macmillan. Después de que los conservadores perdieran en las elecciones de 1964, se convirtió en portavoz de Vivienda y Suelo, posición en la que se avocó a defender la política de su partido de vender viviendas municipales en renta a los inquilinos. Thatcher se trasladó al equipo del Tesoro de Su Majestad en 1966 y como portavoz, se opuso a los precios obligatorios impuestos por los laboristas y a los controles de ingreso con el argumento de que producirían efectos contrarios a los previstos y distorsionarían la economía.
En una conferencia del Partido Conservador de 1966, juzgó a las políticas de aumento de impuestos del Partido Laborista como un avance «no solo hacia el socialismo, sino también hacia el comunismo» y señaló que la reducción de los impuestos funciona a su vez como un incentivo para el trabajo duro. Thatcher fue uno de los pocos miembros conservadores del Parlamento en apoyar el proyecto de ley de Leo Abse para despenalizar la homosexualidad masculina y de David Steel para legalizar el aborto. También, se mostró a favor de la prohibición de la cacería de liebres y del mantenimiento de la pena capital, además de oponerse a la facilitación de las leyes de divorcio.
En 1967 fue seleccionada por la Embajada de Estados Unidos en Londres para participar en el Programa de Liderazgo para Visitantes Internacionales (IVLP), un programa de intercambio profesional que le dio la oportunidad de pasar unas seis semanas visitando varias ciudades de Estados Unidos, figuras políticas e instituciones como el Fondo Monetario Internacional (FMI). Thatcher se unió al gabinete en la sombra ese año como portavoz de Combustible. Poco antes de las elecciones generales de 1970, fue ascendida al ministerio en la sombra de Transportes y luego al de Educación.

### Ministra de Educación (1970-1974)
Bajo el liderazgo de Edward Heath, el Partido Conservador ganó las elecciones generales de 1970 y Thatcher fue nombrada ministra de Educación y Ciencia. Durante sus primeros meses en el cargo, atrajo la atención pública como resultado de sus intentos por reducir los gastos de educación. Le dio prioridad a las necesidades académicas en las escuelas e impuso recortes del gasto público en el sistema educativo estatal; como resultado, se suprimió la leche gratuita para los alumnos de entre siete y once años. Sostuvo que pocos niños se verían afectados si en las escuelas se quitaba la leche, pero accedió a darles un tercio de litro diario a los niños más pequeños por cuestiones nutricionales. Su decisión provocó una tormenta de protestas por parte del Partido Laborista y de la prensa, lo que le valió el apodo de «ladrona de leche». Thatcher escribió en su autobiografía: «Aprendí una valiosa lección [de esta experiencia]. Había incurrido al odio político máximo por el beneficio político mínimo».
La administración de Thatcher estuvo marcada por el aumento de las propuestas de las autoridades educativas locales para cerrar las grammar schools y adoptar un sistema integral de educación secundaria. Aunque finalmente se decidió crear un sistema de educación por niveles en las grammar schools y se determinó la preservación de estas escuelas, durante su administración como ministra de Educación solamente fueron rechazadas 326 de las 3612 propuestas para la conversión de las escuelas; como consecuencia, la proporción de alumnos que asistían a las escuelas secundarias integrales aumentó del 32 % al 62 %.

### Líder de la oposición (1975–1979)

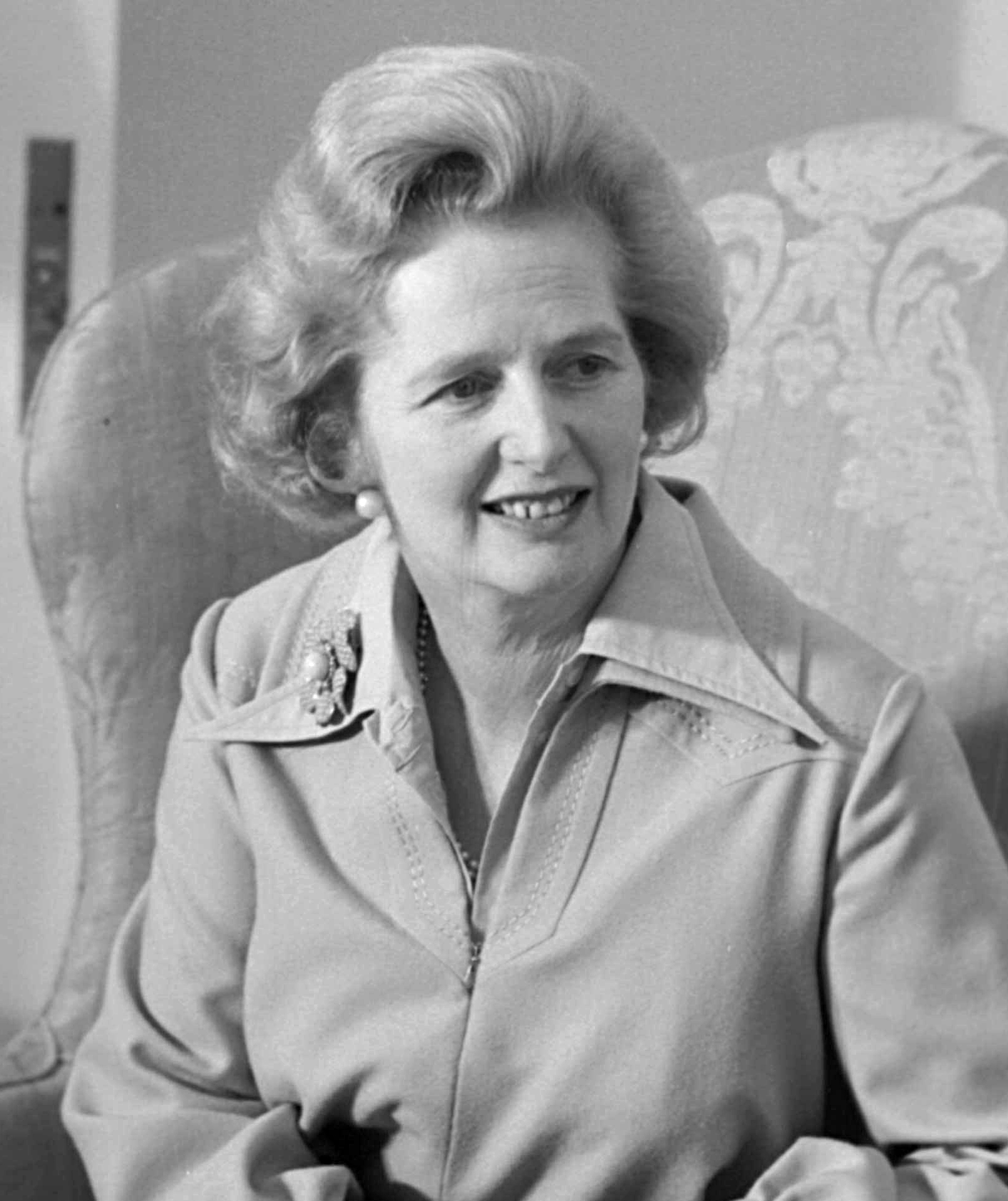
Margaret Thatcher, líder de la oposición, 18 de septiembre de 1975.

Durante 1973, el gobierno de Heath continuó experimentando dificultades con los embargos de petróleo y las demandas sindicales por aumentos salariales, lo que finalmente llevó a su derrota en las elecciones generales de febrero de 1974. Los laboristas formaron un gobierno minoritario con el que ganaron con un estrecho margen las elecciones generales de octubre de 1974 y provocaron que la continuidad del liderazgo de Heath en el Partido Conservador se pusiera en duda. Inicialmente, Thatcher no fue vista como el reemplazo obvio, pero posteriormente se convirtió en su principal oponente con la promesa de un nuevo comienzo. Su principal apoyo provino de los conservadores del comité 1922 y en la primera vuelta de las elecciones del partido, logró derrotar a Heath, que renunció a su liderazgo. En la segunda vuelta derrotó al candidato preferido de Heath para que lo sucediera, William Whitelaw, y se convirtió en la líder del partido el 11 de febrero de 1975; más tarde seleccionó a Whitelaw como vice primer ministro. Heath permaneció en disputa con Thatcher hasta su muerte, por lo que él y muchos de sus seguidores la acusaron de «deslealtad» por haberse enfrentado a Heath.
Thatcher comenzó a asistir regularmente a varios almuerzos en el Institute of Economic Affairs (IEA), un think tank fundado por el magnate Antony Fisher, un discípulo de Friedrich von Hayek; ya había visitado el IEA y había leído sus publicaciones desde comienzos de la década de 1960. Ahí fue influenciada por las ideas de Ralph Harris y Arthur Seldon, y pasó a convertirse en el rostro del movimiento económico opuesto al estado del bienestar basado en el keynesianismo que, de acuerdo a su ideología, estaba debilitando a Gran Bretaña. Los panfletos del instituto proponían menos administración, impuestos más bajos y mayor libertad para los negocios y los consumidores.
El crítico de televisión Clive James, en un reportaje en The Observer acerca de las elecciones para el liderazgo, comparó su voz de 1973 con un gato deslizándose sobre un pizarrón. Thatcher ya había comenzado a trabajar en su presentación personal con la ayuda de Gordon Reece, un antiguo productor de televisión. Por coincidencia, Reece conoció al actor Laurence Olivier, quien arregló unas lecciones con el entrenador vocal del Teatro Nacional. Thatcher tuvo éxito y consiguió eliminar completamente su acento de Lincolnshire, excepto en situaciones de estrés, como se comprobó en abril de 1983 luego de la provocación de Denis Healey en la Cámara de los Comunes, cuando acusó al laborista de la primera fila de estar «frito».
El 19 de enero de 1976, Thatcher pronunció un discurso en el Ayuntamiento de Kensington, en el cual hizo un ataque mordaz a la Unión Soviética; en respuesta, el diario del Ministerio de Defensa soviético Krásnaya Zvezda —estrella roja— la llamó la «Dama de hierro»:

Los rusos se empeñan en el dominio del mundo, y rápidamente están adquiriendo los recursos para convertirse en la nación imperial más poderosa que el mundo haya visto. Los hombres en el politburó soviético no tienen que preocuparse por el flujo y reflujo de la opinión pública. Ponen las armas antes de la mantequilla, mientras nosotros ponemos casi todo antes que las armas.

A mediados de 1978, la economía comenzó a mejorar y las encuestas de opinión mostraban a los laboristas en la delantera con las elecciones generales planeadas para unos meses después, en las que tenían buenas posibilidades de ganar. El primer ministro James Callaghan sorprendió a muchos al anunciar el 7 de septiembre que no habría elecciones generales y que esperaría hasta 1979 antes de acudir a las casillas. Thatcher reaccionó a esto calificando a los laboristas como «gallinas» y el líder del Partido Liberal, David Steel, se le unió criticándolos por «correr asustados».
El gobierno laborista enfrentó un nuevo malestar público sobre la dirección del país y una serie de huelgas intensas durante el invierno de 1978 y 1979 dieron paso al «Invierno del descontento». Los conservadores criticaron el récord de desempleo del gobierno laborista al utilizar una publicidad con el eslogan «El laborismo no está trabajando». Se convocaron a elecciones generales luego de que el gobierno de James Callaghan perdiera una moción de no confianza a principios de 1979. Los conservadores obtuvieron el 43,9 % de los votos y tuvieron 43 asientos más de lo necesario para formar una mayoría en la Cámara de los Comunes, por lo que Margaret Thatcher se convirtió en la primera mujer en ocupar el cargo de primer ministro en la historia del Reino Unido.

## Primera ministra (1979-1990)

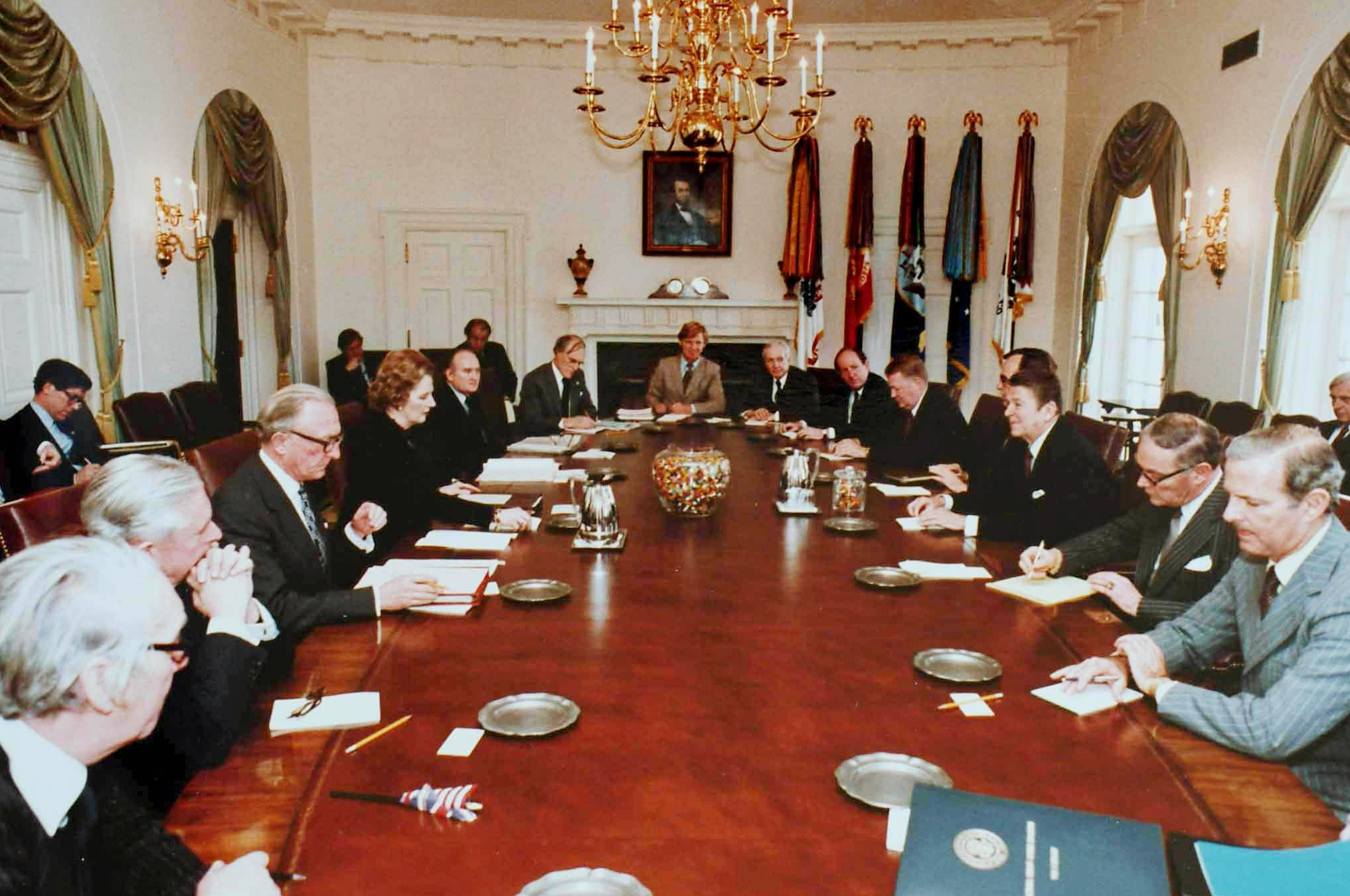
Los ministros de Thatcher en una reunión conjunta con el gabinete de Reagan en la Casa Blanca, 1981.

Thatcher ocupó el cargo de primer ministro del Reino Unido el 4 de mayo de 1979. Al llegar al número 10 de Downing Street dijo, en una paráfrasis de la «Oración de san Francisco»:

Donde haya discordia, llevemos la armonía. Donde haya error, llevemos la verdad. Donde haya duda, llevemos la fe. Y donde haya desesperación, llevemos la esperanza.

### Asuntos interiores
Thatcher fue líder de la oposición y primera ministra en una época donde se incrementaron las tensiones raciales en Gran Bretaña. The Economist comentó sobre las elecciones locales de mayo de 1977 que «la marea de conservadores barrió con los partidos más pequeños. Eso incluye específicamente al Frente Nacional, el cual sufrió un claro declive en comparación al año anterior». Su popularidad en las encuestas se elevó en un 11 % después de la entrevista que concedió en enero de 1978 a World in Action, en la cual mencionó: «el carácter británico ha hecho mucho por la democracia, por las leyes y ha hecho tanto por todo el mundo que si existe algún temor que pueda inundarnos, la gente va a reaccionar actuando de manera hostil con aquellos que vienen [...] en muchas maneras, [las minorías] añaden más a la riqueza y variedad de este país. En el momento en el que la minoría amenaza en convertirse en un grupo grande, la gente se asusta». Gracias a eso, en las elecciones generales de 1979 los conservadores atrajeron los votos del Frente Nacional, cuyo apoyo casi desapareció. En una junta en julio de 1979 con los ministros Peter Carington y William Whitelaw, Thatcher se quejó del número de inmigrantes asiáticos, limitando a poco menos de 10 000 el número de vietnamitas asentados permitidos en el Reino Unido.
Como primera ministra, se reunía semanalmente con la reina Isabel II para discutir asuntos del gobierno y su relación fue objeto de un análisis exhaustivo. En julio de 1986, el Sunday Times publicó ciertas afirmaciones atribuidas a los consejeros de la reina acerca de una «ruptura» entre el palacio de Buckingham y Downing Street «sobre una amplia gama de problemas nacionales e internacionales». El Palacio publicó una negativa oficial y eliminó los rumores sobre una posible crisis constitucional. Después del retiro de Thatcher, una fuente fidedigna del Palacio desestimó como «sin sentido» la «idea estereotipada» de que la reina y ella no simpatizaban o que hubieran reñido a causa de las políticas thatcheristas. Thatcher escribió más tarde: «Siempre encontré la actitud de la Reina hacia al trabajo de gobernar absolutamente correcta... las historias de la lucha entre "dos mujeres poderosas" eran demasiado buenas como para ser un invento». Durante su mandato, Thatcher mostró una gran frugalidad en su residencia oficial, al punto de insistir en pagar por su propia tabla de planchar.

#### Economía e impuestos
La política económica de Thatcher estaba influida por los movimientos monetaristas y por economistas como Milton Friedman. Junto con el canciller Geoffrey Howe, disminuyó los impuestos directos sobre la renta e incrementó los impuestos indirectos. También aumentó las tasas de interés para desacelerar el crecimiento de la oferta monetaria y así disminuir la inflación, introdujo límites en efectivo de los gastos públicos y redujo las inversiones en servicios sociales como la educación y la vivienda. Sus recortes en los presupuestos de educación superior hicieron que se convirtiera en la única primer ministro graduada de Oxford en la posguerra que no recibiera un doctorado honorario de la Universidad de Oxford después de una votación de 738 contra 319 votos de la asamblea del gobierno y una petición estudiantil. La fundación de los City Technology Colleges no tuvo mucho éxito y se debió establecer la Agencia Fundadora de Escuelas para controlar los costos del cierre y apertura de escuelas. Además, se creó la Social Market Foundation, un think tank de derecha, a menudo descrito con «una extraordinaria gama de poderes dictatoriales».
| PIB y gastos públicos por categoría | % de cambio en términos reales 1979/80 a 1989/90 |
| ----------------------------------- | ------------------------------------------------ |
| PIB                                 | + 23,3                                           |
| Gasto total del gobierno            | + 12,9                                           |
| Ley y seguridad                     | + 53,3                                           |
| Empleos y entrenamientos            | + 33,3                                           |
| Salud                               | + 31,8                                           |
| Seguridad social                    | + 31,8                                           |
| Defensa                             | - 3,3                                            |
| Transporte                          | - 5,8                                            |
| Comercio e industria                | - 38,2                                           |
| Vivienda                            | - 67,0                                           |

Algunos conservadores del grupo de Heath en el gabinete, los llamados «húmedos», expresaron ciertas dudas sobre las políticas de Thatcher. Las protestas de 1981 en Inglaterra resultaron en una discusión entre la prensa británica sobre la necesidad de un giro de 180.º en la política. En la conferencia del Partido Conservador de 1980, Thatcher afrontó el problema directamente con un discurso escrito por el guionista Ronald Millar, el cual incluía la frase: «¡Gira tú si lo deseas. La dama no se va a girar!». Mientras la recesión de principios de la década de 1980 se agravaba, la mandataria incrementó los impuestos pese a las preocupaciones expresadas en un documento firmado por 364 economistas líderes, impreso a finales de marzo de 1981.
A lo largo de la década de 1980, los ingresos del impuesto del 90 % sobre la extracción de petróleo del mar del Norte fueron usados como una fuente de ingresos a corto plazo para equilibrar el presupuesto y pagar los costos de la reforma. Para 1982, el Reino Unido comenzó a mostrar señales de recuperación económica; la inflación disminuyó a 8,6 % desde un pico de 18 %, pero por primera vez desde la década de 1930, el desempleo se ubicaba en más de tres millones. Para 1983, el crecimiento económico general se fortaleció y la inflación y las tasas hipotecarias alcanzaron sus valores más bajos desde 1970, aunque la industria cayó en un 30 % desde 1978 y el desempleo permaneció en valores altos con un pico de 3,3 millones en 1984.
Para 1987, el desempleo fue disminuyendo, la economía se estabilizó y se fortaleció, y la inflación bajó. Las encuestas de opinión mostraban a los conservadores con una amplia ventaja y los resultados de las elecciones locales también habían sido exitosos para ellos, lo que llevó a Thatcher a convocar a elecciones generales para el 11 de junio de ese año que concluyeron en su reelección por un tercer periodo consecutivo.
Thatcher reformó el sistema de impuestos local al reemplazar los impuestos domésticos basados en el valor nominal de renta de una propiedad con el cargo comunitario o poll tax, en el cual todos los adultos residentes pagaban una misma cantidad. El nuevo impuesto fue introducido en Escocia en 1989 y en Inglaterra y Gales al año siguiente, y pasó a ser una de las políticas más aborrecidas durante todo su mandato. El descontento público culminó en una manifestación de más de 70 000 personas en Londres el 31 de marzo de 1990; las huelgas cerca de Trafalgar Square acrecentaron las protestas por el poll tax con un saldo de 113 personas lesionadas y 340 detenidos. El cargo comunitario fue abolido por su sucesor, John Major.

#### Relaciones con la industria

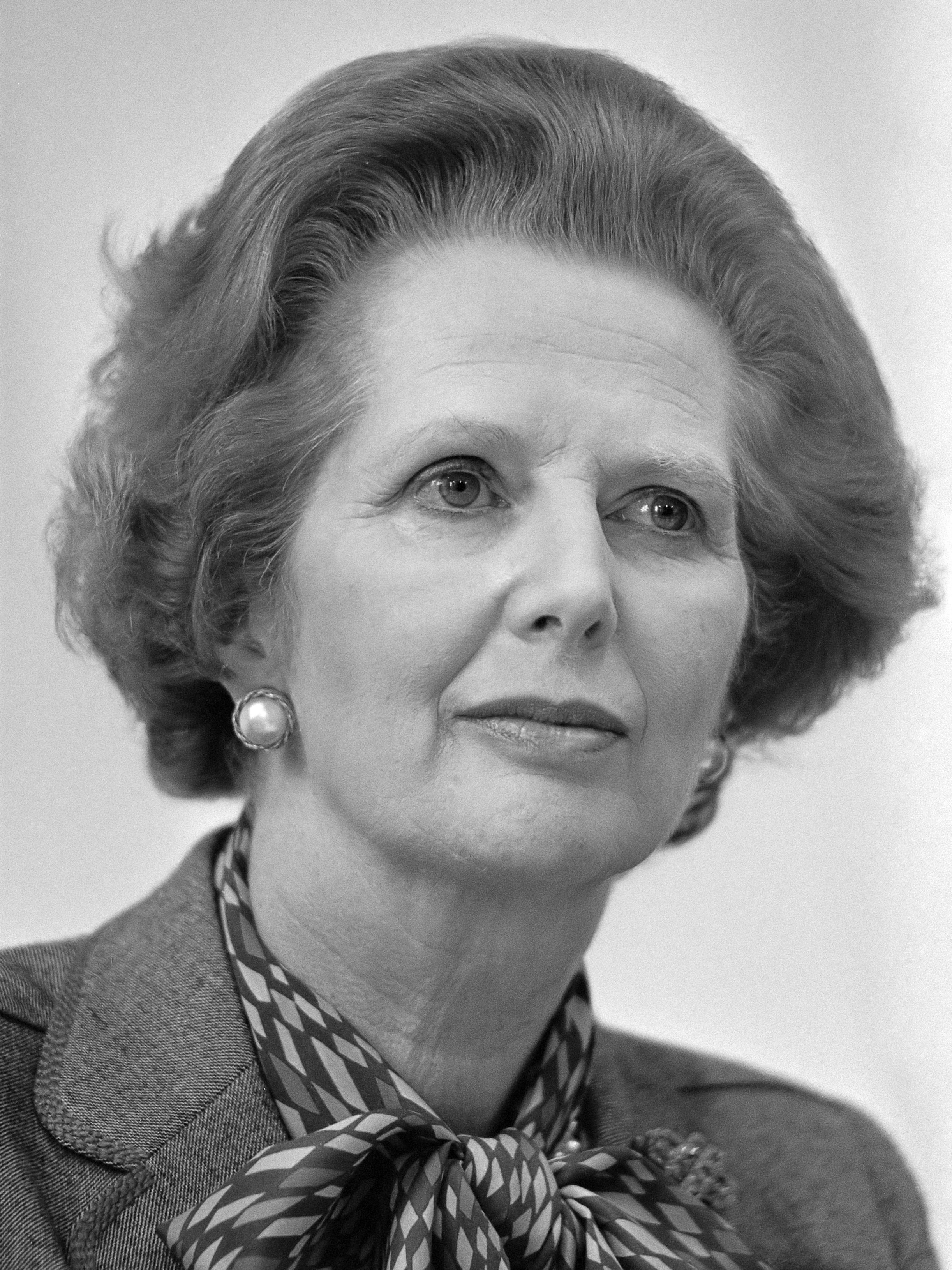
Margaret Thatcher en 1983.

Thatcher estaba decidida a reducir el poder de los sindicatos, ya que acusaba a sus líderes de debilitar la democracia parlamentaria y el desarrollo económico mediante las huelgas y protestas. Varios sindicatos entraron en huelga como respuesta a la nueva legislación creada para disminuir su poder, pero la resistencia luego colapsó. Solo el 39 % de los trabajadores sindicalizados votaron por los laboristas en las elecciones generales de 1983. De acuerdo a la BBC, Thatcher «logró destruir el poder de los sindicatos por casi una generación».
La huelga de los mineros de 1984-1985 fue la confrontación más importante entre un sindicato y el gobierno de Thatcher. En marzo de 1984, el Consejo Nacional del Carbón (NCB) propuso el cierre de 20 de las 174 minas propiedad del estado, con el despido de 20 000 de los 187 000 mineros. Dos tercios de los mineros británicos, liderados por la Unión Nacional de Mineros (NUM) bajo el mando de Arthur Scargill, dejaron sus herramientas en protesta. Thatcher se negó a cumplir las demandas de los sindicatos y comparó las disputas con los mineros con el conflicto de las Malvinas, al declarar en un discurso en 1984: «Tuvimos que luchar con el enemigo en el exterior en las Malvinas. Siempre tenemos que estar alerta del enemigo interno, el cual es más difícil de combatir y más peligroso para la libertad». Después de un año en huelga, en marzo de 1985, el líder del NUM cedió sin lograr ningún acuerdo. El coste para la economía fue estimado en al menos 1500 millones de libras y la huelga fue responsable en gran parte de la caída de la libra esterlina frente al dólar estadounidense. En 1985 el gobierno cerró 25 minas de carbón y para 1992, la cifra ya ascendía a 97; aquellas que permanecieron activas fueron privatizadas en 1994. El cierre último de las 150 minas de carbón, pese a que no todas perdían más dinero del que producían, produjo la pérdida de 10 000 empleos y el efecto económico devastó comunidades enteras. Los mineros habían contribuido a la salida de Heath del poder, por lo que Thatcher estaba dispuesta a triunfar en lo que él falló. Su estrategia de preparar provisiones de combustibles, el nombramiento de Ian MacGregor como líder no sindicalizado de la NCB, y el entrenar y equipar adecuadamente a la policía para reaccionar ante las protestas, finalmente contribuyó a su victoria.
En 1979 el número de paros laborales en todo el Reino Unido ascendió a 4583 y se perdieron más de 29 millones de días laborables. En 1984, el año de la huelga de los mineros, hubo 1221 paros con la pérdida de más de 27 millones de días laborables. Sin embargo, el número de los mismos descendió constantemente a lo largo del mandato de Thatcher; en 1990 se presentaron 630 paros con la pérdida de menos de 2 millones de días laborables y continuaron con la tendencia negativa después de que Thatcher abandonara su cargo. El número de trabajadores sindicalizados también disminuyó de 13,5 millones en 1979 a menos de 10 millones para 1990.

#### Privatización

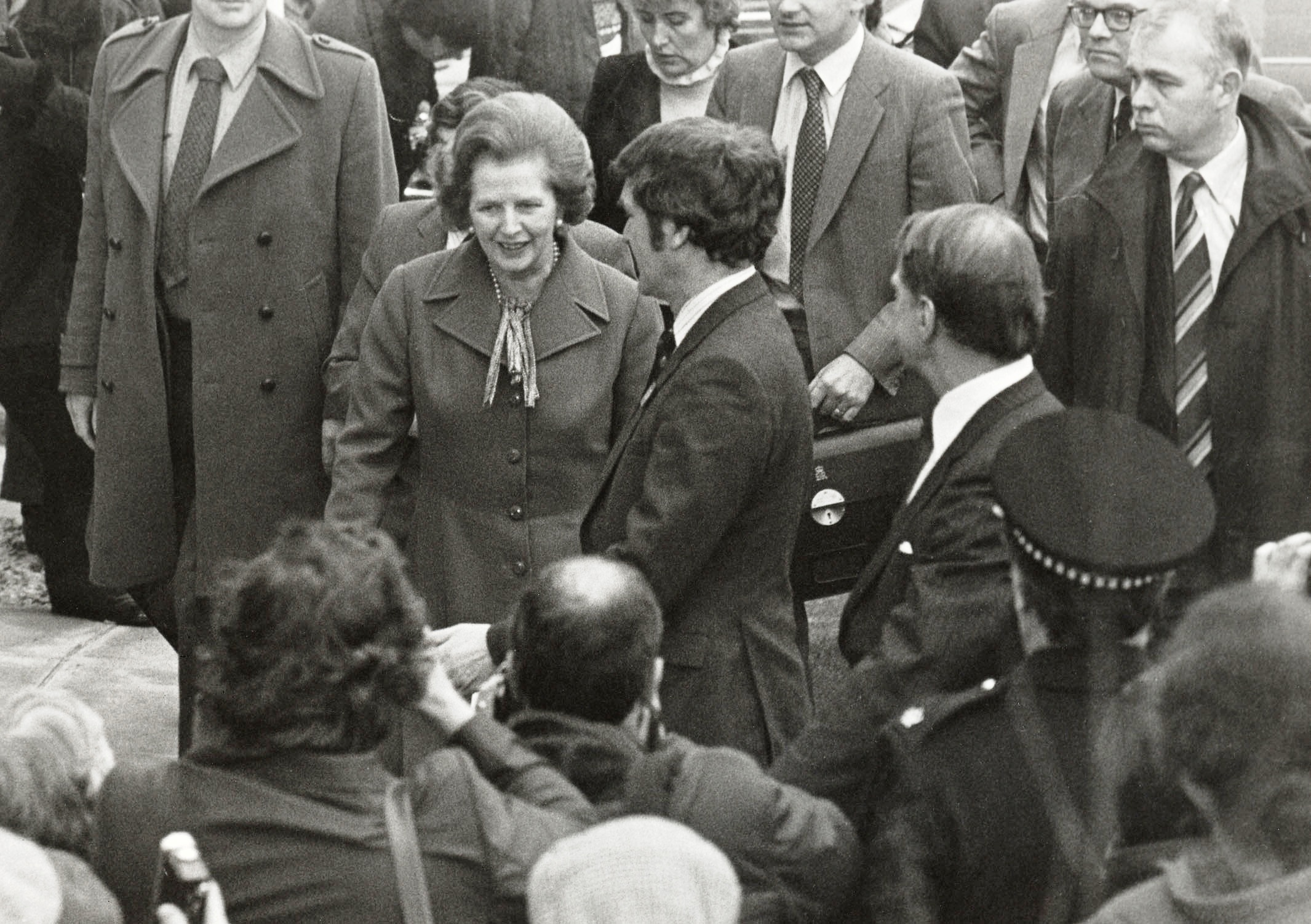
Thatcher en una visita a la Universidad de Salford, 1982.

La política de privatización ha sido denominada como «un ingrediente crucial del thatcherismo». Después de las elecciones de 1983, las ventas de las empresas de servicios públicos del Estado se aceleraron; se recaudaron más de 29 000 millones de libras de la venta de las industrias paraestatales y otros 18 000 millones de libras de la venta de las council houses.
El proceso de privatización, especialmente la preparación de las industrias paraestatales para su venta, se asoció con una mejoría muy marcada en su desempeño, particularmente en términos de productividad laboral. Algunas de las industrias privatizadas, como las del gas, el agua y la electricidad, eran monopolios naturales donde la privatización hizo poco por incrementar la competitividad. Las industrias privatizadas que demostraron un mejoramiento a menudo lo hicieron mientras aún eran propiedad del Estado. Por ejemplo, British Steel obtuvo grandes ganancias económicas mientras todavía era una industria paraestatal bajo el mando de Ian MacGregor, quien fue nombrado por el gobierno para enfrentarse a los sindicatos que se oponían al cierre de varias plantas y la reducción de la fuerza de trabajo a la mitad. Para compensar la pérdida del control directo por parte del gobierno, se expandieron significativamente las normas de regulación, con la fundación de varios cuerpos regulatorios como Ofgem, Oftel y la Autoridad Nacional de Ríos. No hubo un patrón claro para el grado de competitividad, regulación y desempeño entre las empresas privatizadas; en la mayoría de los casos, la privatización benefició a los consumidores en términos de precios más bajos y una mayor eficiencia, pero los resultados en general fueron «mixtos».
Thatcher siempre rechazó la privatización del ferrocarril y se divulgó que le dijo al ministro de Transporte Nicholas Ridley: «la privatización del ferrocarril será el Waterloo de este gobierno. Por favor, nunca vuelvas a mencionarme el ferrocarril». Poco después de finalizar su mandato, aceptó las pautas para la privatización de British Rail, implementada por John Major en 1994. Más tarde, The Economist consideraría este movimiento como «un desastre». La privatización de las empresas públicas se combinó con la desregulación financiera en un intento por mantener el crecimiento económico. En 1979, Geoffrey Howe, en ese entonces Ministro de Hacienda, abolió los controles de cambio británicos para permitir que más capital fuese invertido en los mercados extranjeros y el Big Bang de 1986 causó la supresión de muchas de las restricciones de la Bolsa de Londres. El gobierno de Thatcher alentó el crecimiento de los sectores financieros y de servicios para compensar la débil industria manufacturera británica.

#### Educación y cultura
Durante su mandato se dio un giro político a la educación que se impartía en las escuelas. Así, emprendió una campaña dirigida a que los profesores redujeran el peso de las cuestiones religiosas, sociales y culturales en la enseñanza de la historia, para centrarse principalmente en los actos del gobierno y en transmitir valores patrióticos a sus alumnos.

#### Irlanda del Norte

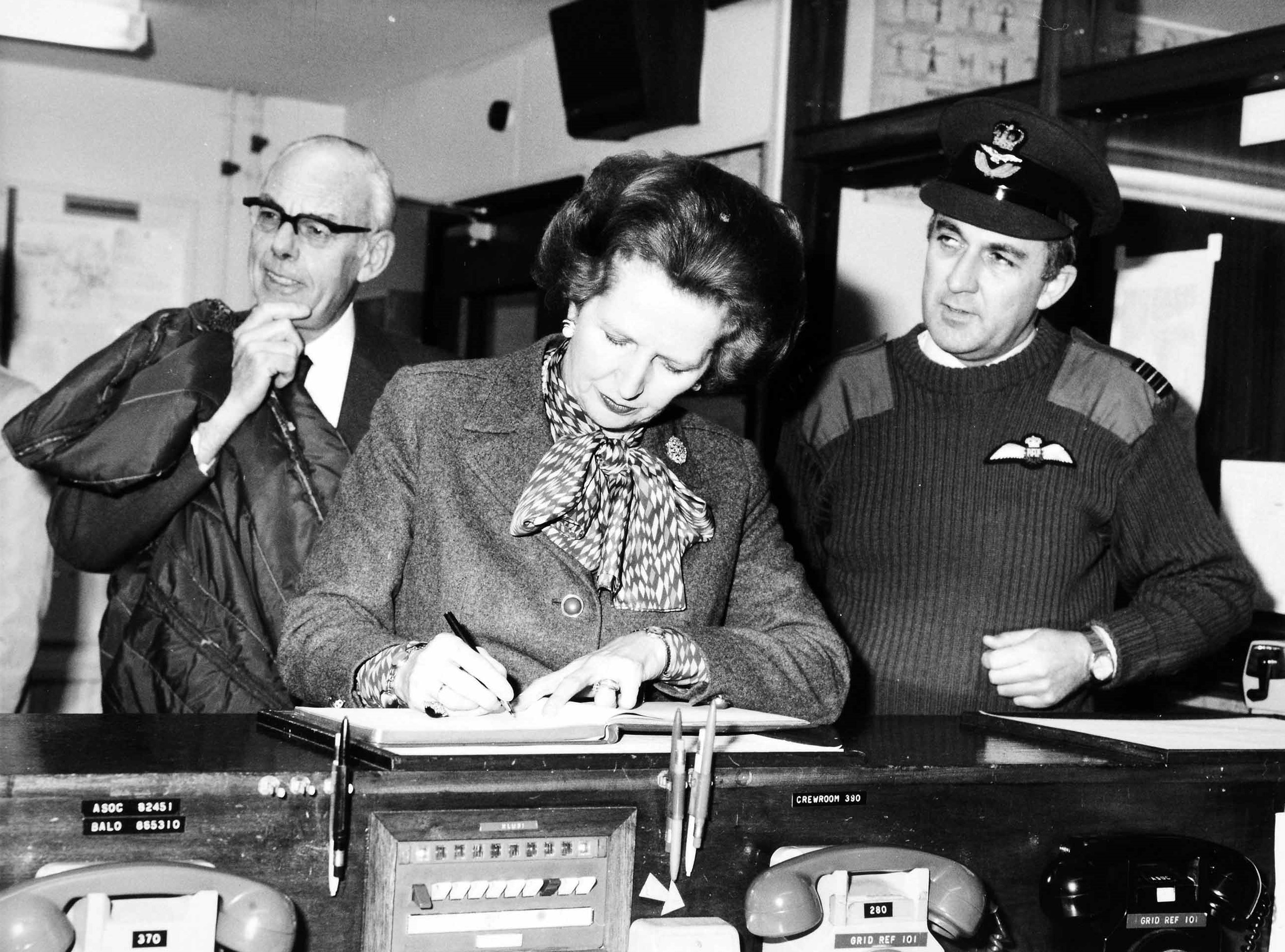
Margaret Thatcher y su esposo Denis en una visita a Irlanda del Norte.

En 1980 y 1981 los prisioneros del Ejército Republicano Irlandés Provisional (IRA) y del Ejército Irlandés de Liberación Nacional (INLA) en la prisión norirlandesa de Maze, llevaron a cabo varias huelgas de hambre en un esfuerzo por recobrar el estatus de prisioneros políticos que les había sido eliminado por el gobierno laborista en 1976. Bobby Sands inició la huelga de 1981 aclarando que ayunaría hasta la muerte de ser necesario a menos que sus compañeros obtuvieran ciertas concesiones que mejoraran sus condiciones de vida. A diferencia de la primera huelga, que duró 53 días, los prisioneros se iban incorporando a la huelga de forma paulatina según intervalos establecidos, con el propósito de atraer la máxima atención pública con ayuda del movimiento republicano y ejercer así una mayor presión sobre la primera ministra. Thatcher se negó a devolver el estatus de prisioneros políticos a los presos al declarar que el «crimen es el crimen y nada más que el crimen; no hay nada de político»; sin embargo, el gobierno británico contactó en privado a los líderes del movimiento en busca de un acuerdo para poner fin a las huelgas de hambre. Tras la muerte de Sands y nueve de sus compañeros, se restauraron algunos derechos a los prisioneros paramilitares, pero no se les dio el reconocimiento oficial de prisioneros políticos; en octubre de 1981, tres días después de finalizada la huelga, el ministro de Irlanda del Norte, James Prior, anunció concesiones parciales a los presos, incluyendo el derecho a vestir sus propias ropas en todas las ocasiones. La única de las «cinco demandas» que fue denegada fue la de no realizar trabajo en prisión. La violencia en Irlanda del Norte se elevó significativamente durante las huelgas de hambre y en 1982 el político del Sinn Féin, Danny Morrison, describió a Thatcher como «la bastarda más grande que hemos conocido».
En la madrugada del 12 de octubre de 1984, Thatcher apenas escapó ilesa de un intento de asesinato por parte del IRA en el Hotel Brighton. Cinco personas murieron, incluyendo a Roberta Wakeham, la esposa del Chief Whip de la Cámara de los Comunes y secretario del Tesoro de SM, John Wakeham. Thatcher se hospedó en el hotel para acudir a la conferencia del Partido Conservador, la cual fue inaugurada como se había planeado al día siguiente del ataque. Ahí pronunció su discurso como lo tenía previsto, un acto que fue ampliamente apoyado en el espectro político y que aumentó su popularidad entre el público.
El 6 de noviembre de 1981, Thatcher y el taoiseach irlandés Garret FitzGerald crearon un foro para la reunión de los dos gobiernos, el Consejo Intergubernamental Anglo-Irlandés. El 15 de noviembre de 1985, ambos mandatarios firmaron el Acuerdo Anglo-Irlandés de Hillsborough, la primera vez que un gobierno británico le concedió a la República de Irlanda un papel como consejero en el gobierno de Irlanda del Norte. En protesta, el movimiento Ulster Says No convocó a más de 100 000 personas a un encuentro en Belfast, Ian Gow renunció como ministro de Estado en la HM Treasury y todos los ministros unionistas renunciaron a sus asientos en el parlamento; solo uno de ellos no regresó en las siguientes elecciones del 23 de enero de 1986.

### Asuntos exteriores

Los matrimonios Thatcher y Reagan en el pórtico norte de la Casa Blanca antes de la cena de Estado, 16 de noviembre de 1988.

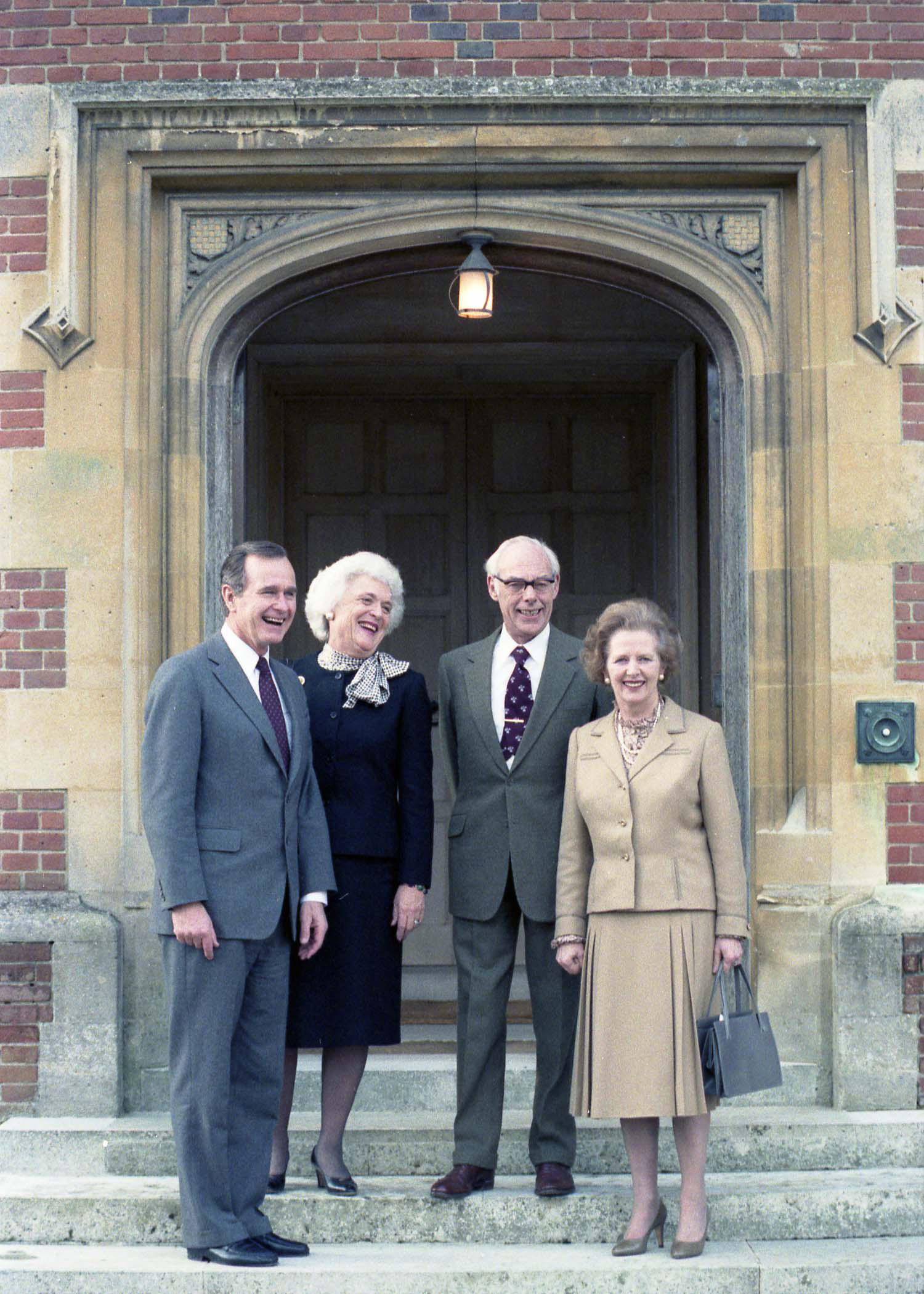
Los matrimonios Bush y Thatcher en Chequers.

Thatcher subió al poder en el último período de la Guerra Fría y con el tiempo se mostró a favor de las políticas del presidente estadounidense Ronald Reagan, basadas en su compartida aversión por el comunismo; no obstante, ella se opuso firmemente a la invasión de Granada por parte del ejército estadounidense, ocurrida en octubre de 1983. Durante su primer año como primera ministra, apoyó la decisión de la OTAN de desplegar varios cruceros y misiles balísticos nucleares en Europa Occidental, además de permitir a los Estados Unidos estacionar más de 160 misiles de crucero en la RAF Greenham Common a partir del 14 de noviembre de 1983, decisión que dio lugar a protestas masivas de la Campaña para el Desarme Nuclear. Además, adquirió un sistema de misiles trident para submarinos elaborado por Estados Unidos para reemplazar el sistema Polaris, que triplicó las fuerzas nucleares británicas a un costo final de más de 12 000 millones de libras en precios de 1996. En enero de 1986, la preferencia de Thatcher por los acuerdos de defensa con los Estados Unidos se demostró en el caso Westland, cuando ella y sus colegas alentaron al fabricante de helicópteros de combate Westland a rechazar una oferta de compra por parte de la firma italiana Agusta, para seguir la opción preferida por el director y crear una alianza con Sikorsky Aircraft Corporation. El ministro de Defensa, Michael Heseltine, quien apoyaba el trato con Agusta, renunció a manera de protesta.
A pesar de posicionarse en contra del apartheid, Thatcher se opuso a las sanciones impuestas a Sudáfrica por la Mancomunidad de Naciones y la Comunidad Europea, y las calificó de «inmorales», porque dejarían a miles de empleados negros sin trabajo. Intentó mantener un comercio constante con el país africano mientras persuadía a su gobierno de abandonar el apartheid. Esto incluía «actuar como si fuera una buena amiga del presidente P. W. Botha» e invitarlo a visitar el Reino Unido en junio de 1984 pese a las «inevitables demostraciones» de rechazo en contra de su régimen. Por otro lado, Thatcher no era partidaria del Congreso Nacional Africano (CNA) y Geoffrey Howe recordó que en octubre de 1987 lo calificó como «una típica organización terrorista». El gobierno de Thatcher apoyó a los Jemeres Rojos para mantener su asiento en las Naciones Unidas luego de que fueran derrocados del poder en Camboya como consecuencia de la Guerra Camboya-Vietnam. Aunque lo negó en esa época, también envió al Servicio Aéreo Especial a entrenar a rebeldes no comunistas leales a Norodom Sihanouk, que estaban aliados con los Jemeres Rojos para que lucharan en contra del gobierno de la República Popular de Kampuchea, que era apoyado por los vietnamitas.
La antipatía de Thatcher hacia la integración europea se volvió más pronunciada durante su mandato, particularmente después de su tercera victoria electoral en 1987. Durante un discurso que pronunció en 1988 en Brujas, subrayó su oposición a las propuestas de la Comunidad Europea (antecedente de la Unión Europea) de crear una estructura federal y un incremento de la centralización en la toma de decisiones. Thatcher y su partido apoyaron la entrada del Reino Unido a la CE en un referendo en 1975, pero creía que el papel de la organización debería limitarse a asegurar el libre comercio y la competitividad efectiva, y temía que el enfoque de la CE fuera en contra de sus planes de disminuir el poder del gobierno y la desregulación. En 1988 remarcó que «no hemos retrocedido exitosamente las fronteras del poder del Estado en Gran Bretaña, solo para volverlas a ver impuestas a un nivel europeo, con un super-Estado europeo ejerciendo un nuevo dominio desde Bruselas». Thatcher se oponía firmemente a la membresía del Reino Unido al Mecanismo de tipos de cambio, un precursor de la unión monetaria europea, con la creencia de que constreñiría la economía británica, pese a la presión hecha por el canciller Nigel Lawson y el ministro de Asuntos Exteriores Geoffrey Howe. En octubre de 1990, fue persuadida por John Major para unirse al mecanismo, lo que resultó tener un costo bastante alto.

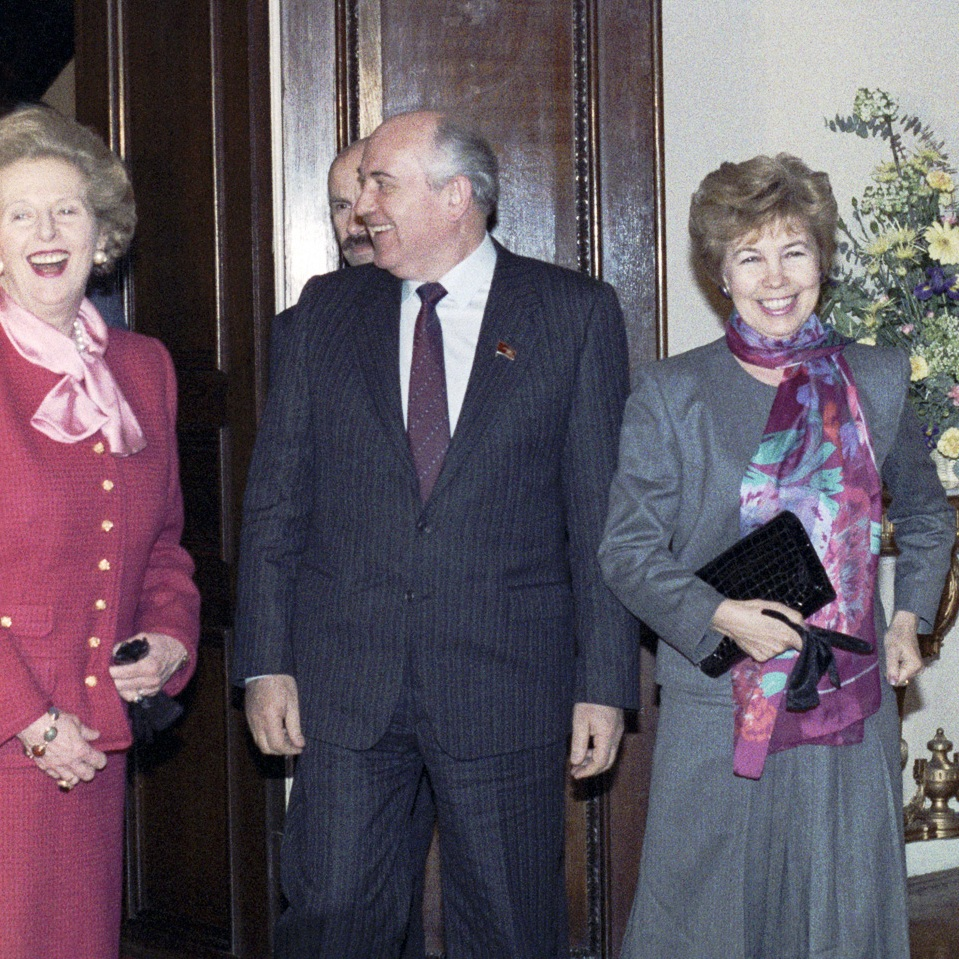
Thatcher riendo con el líder soviético Mijaíl Gorbachov y su esposa Raísa, en la embajada soviética, el 1 de abril de 1989.

En abril de 1986, Thatcher permitió el uso de las bases de la Royal Air Force a los F-111 estadounidenses para el bombardeo de Libia luego de la explosión en una discoteca en Berlín, citando el derecho a la autodefensa según el artículo 51 de la Carta de las Naciones Unidas. Las encuestas sugirieron que menos de uno de cada tres británicos aprobaba la decisión de Thatcher. En agosto de 1990, mientras se encontraba en una visita oficial a los Estados Unidos, el líder iraquí Saddam Hussein invadió Kuwait. Durante sus pláticas con el presidente George H. W. Bush, quien había sucedido a Reagan en 1989, recomendó una intervención y lo presionó a que desplegara sus tropas en el Medio Oriente para expulsar al ejército iraquí fuera de Kuwait. Bush estaba un poco aprensivo con respecto al plan, lo que provocó que Thatcher le remarcara durante una conversación telefónica que «¡este no era el momento de flaquear!». Poco antes del inicio de la Guerra del Golfo, el gobierno británico contribuyó con algunos efectivos militares a la coalición internacional, pero Thatcher renunció antes de que las hostilidades comenzaran el 17 de enero de 1991.
Thatcher fue uno de los primeros líderes de Occidente en recibir positivamente al líder soviético Mijaíl Gorbachov. Después de las reuniones entre Reagan y Gorbachov, y luego de la aplicación de las reformas de este último en la URSS, Thatcher declaró en noviembre de 1988 que «ahora ya no estamos en una Guerra Fría», sino más bien en una «nueva relación mucho más amplia de lo que la Guerra Fría fue». Anteriormente en 1984, había viajado en una visita de Estado a la Unión Soviética, donde se reunió con Gorbachov y Nikolái Ryzhkov, el presidente del Consejo de Ministros. Thatcher se opuso inicialmente a la reunificación alemana y le mencionó a Gorbachov que «llevaría a un cambio en las fronteras de la posguerra, y no lo podemos permitir porque tal desarrollo podría quebrantar la estabilidad internacional por completo y podría poner en riesgo nuestra seguridad». También expresó su preocupación de que una Alemania unida se alineara más con la Unión Soviética y se alejara de la OTAN. Por el contrario, siempre estuvo a favor de la independencia de Croacia y Eslovenia. En una entrevista hecha a la televisión croata en 1991, Thatcher habló sobre las Guerras Yugoslavas; criticó a los gobiernos de Occidente por no reconocer la separación de las repúblicas de Croacia y Eslovenia como estados independientes y por suplirlas con armas luego del ataque del Ejército Popular Yugoslavo.

#### Guerra de las Malvinas

Thatcher junto a Ronald Reagan, febrero de 1981.

El 2 de abril de 1982, la junta militar que gobernaba en Argentina ordenó la ocupación de los territorios en disputa administrados por el Reino Unido de las Islas Malvinas y ocupó Puerto Argentino como así también las Islas Georgias del Sur y Sandwich del Sur, lo que dio inicio a la guerra de las Malvinas. El hecho había sido planeado desde 1978 por el presidente de facto Leopoldo Galtieri; consecutivamente, Thatcher afirmó que recuperaría las islas. Estados Unidos intentó llevar a cabo una mediación en términos que concedían alguna satisfacción a las demandas de soberanía de Argentina, para la cual Reagan decidió enviar como mediador al general Alexander Haig. La propuesta estadounidense fue rechazada por el gobierno argentino y horas antes de la invasión, Reagan contactó con Thatcher, a quien informó sobre una reciente conversación telefónica con Galtieri y le confesó: «no seremos neutrales si Argentina usa la fuerza militar». La crisis subsecuente fue «un momento decisivo en el gobierno [de Thatcher]». A sugerencia de Harold Macmillan y Robert Armstrong, la primera ministra creó y presidió un pequeño gabinete de guerra, ODSA, para vigilar el desarrollo del conflicto; para el 6 de abril, el gabinete había autorizado y desplegado una fuerza de ataque naval para defender las islas. Mientras todos los países de la OTAN y Chile alentaron a Reino Unido, el gobierno argentino recibió el apoyo de algunos países latinoamericanos, incluyendo Cuba. Si bien los habitantes de las Islas Malvinas se posicionaron a favor de mantener la soberanía británica, Argentina contaba con varios argumentos jurídicos, geográficos e históricos para recuperar las islas. El 21 de mayo, los británicos desembarcaron en la bahía de San Carlos y, una semana después, comenzó la ofensiva sobre Puerto Argentino.
Finalmente, Argentina se rindió el 14 de junio y la operación fue aclamada como un éxito en el Reino Unido, a pesar de la muerte de 255 efectivos británicos y tres malvinenses durante los 74 días de duración del enfrentamiento. Las bajas argentinas ascendieron a 649, la mitad de ellas ocurridas el 2 de mayo de 1982 luego de que el submarino nuclear HMS Conqueror (S48) hundiera el crucero ARA General Belgrano, que se encontraba fuera del territorio de guerra. Thatcher fue criticada por su negligencia a brindar una defensa a las Islas Malvinas y fue acusada por Tam Dalyell por su decisión de hundir el general Belgrano, motivo por el que fue etiquetada como «criminal de guerra». Sin embargo, Thatcher fue considerada por los británicos una líder de guerra altamente capaz y comprometida. El «factor Malvinas», la recuperación económica de inicios de 1982 y una oposición laborista amargamente dividida contribuyeron a su segunda victoria electoral en las elecciones generales de 1983. Luego de la guerra, Thatcher a menudo hacía mención al llamado «Espíritu de las Malvinas»;Hastings y Jenkins (1983) sugieren que este hecho reflejó su preferencia por la toma de decisiones ágil hecha por su gabinete de guerra, en vez de los acuerdos minuciosos realizados por el gabinete del gobierno en tiempos de paz.
En 2005, el Congreso de la Nación Argentina, basado en declaraciones del capitán del Conqueror e investigaciones de la BBC, hizo efectiva una resolución en la que manifestaba que el hundimiento al crucero General Belgrano «constituyó un crimen que viola el derecho internacional que regula los conflictos bélicos, en especial, la Convención de La Haya de 1907». Según el texto, Thatcher incumplió la ley al ordenar hundir el buque a 36 millas fuera de la zona de exclusión marítima. A pesar del manifiesto, el gobierno argentino nunca presentó la denuncia ante la Corte Internacional de La Haya. Muchos periodistas e investigadores consideran que Thatcher murió impune y debió haber sido juzgada como «criminal de guerra».

### Desafíos a su liderazgo y renuncia
En las elecciones internas de 1989, el liderazgo del Partido Conservador de Thatcher fue desafiado por un político poco conocido, Anthony Meyer. De los 374 miembros del parlamento elegibles para votar, 314 votaron por Thatcher y 33 por Meyer. Sus seguidores dentro del partido vieron el resultado como un éxito, lo que eliminó los rumores de que existía cierto descontento entre los conservadores.

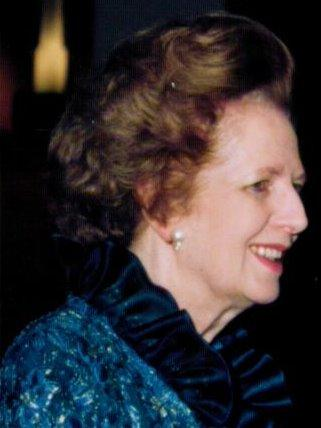
Thatcher en 1990.

Las encuestas de opinión de septiembre de 1990 reportaron que los laboristas habían establecido un liderazgo que sobrepasaba a los conservadores en un 14 % y para noviembre, habían conservado la delantera por 18 meses. Esos datos, junto con la personalidad combativa de Thatcher y su capacidad para ignorar las opiniones de sus colegas, contribuyeron a crear un descontento dentro del Partido Conservador.
El 1 de noviembre de 1990, Geoffrey Howe, el último miembro activo de su gabinete original, renunció a su puesto como vice primer ministro después de que Thatcher se negara a aprobar un programa para la adopción de la moneda europea única. En su discurso de renuncia pronunciado el 13 de noviembre, Howe comentó sobre la postura de Thatcher con la CE: «es algo así como enviar a tu bateador inicial al campo solo para que, en el momento en el que se lance la primera bola, encuentre que su bate ha sido destrozado por el capitán del equipo antes de empezar el partido». Su renuncia fue fatal para el mandato de Thatcher.
Al día siguiente, Michael Heseltine desafió su puesto como líder del Partido Conservador. Las encuestas de opinión habían indicado que él le daría a los conservadores la delantera frente a los laboristas. Aunque Thatcher ganó la primera vuelta, Heseltine obtuvo el apoyo suficiente (152 votos) para forzar una segunda vuelta. Inicialmente, Thatcher afirmó que sus intenciones eran «pelear y luchar para ganar» las elecciones, pero, tras consultar a su gabinete, la persuadieron para que se retirara. Después de reunirse con la Reina, llamar a otros líderes mundiales y pronunciar su discurso final en la Cámara de los Comunes, abandonó Downing Street entre lágrimas. Posteriormente, calificó su expulsión como una traición.
Thatcher fue reemplazada como primera ministra y líder del partido por su canciller John Major, quien dirigió un repunte en el apoyo hacia los conservadores en los 17 meses previos a las elecciones generales de 1992 y llevó al partido a su cuarta victoria consecutiva el 9 de abril de ese año. Thatcher respaldó a Major cuando se enfrentó a Heseltine por el liderazgo del partido, pero su apoyo disminuyó con el paso de los años.

## Vida posterior
Thatcher regresó como una diputada sin cartera por Finchley dos años después de haber abandonado la jefatura del gobierno. Se retiró de la Cámara en las elecciones de 1992, a los 66 años, argumentando que su salida le daría una mayor libertad para decir lo que pensaba. Su amigo Michael Spicer reveló en su libro The Spicer Diaries parte de una conversación durante un encuentro en abril de 1995 en Chelsea, en la que Thatcher le aseguró que si pudiera volver el tiempo atrás, no elegiría dedicarse a la política. En febrero de 1991, en la Cámara de los Comunes, manifestó que «odiaba ahora venir a este lugar» debido a la desilusión que le había ocasionado abandonar su cargo de primera ministra en 1990.

### Tras la Cámara de los Comunes
Después de abandonar la Cámara de los Comunes, se convirtió en el primer ex primer ministro en crear una fundación, la cual cerró en 2005 debido a dificultades financieras. Escribió dos volúmenes de memorias, The Downing Street Years (1993) y The Path to Power (1995). En julio de 1992, Thatcher fue contratada por la empresa de tabaco Philip Morris como «asesora geopolítica» por 250 000 USD anuales y otra aportación anual del mismo valor para su fundación. También obtuvo 50 000 USD por cada discurso que pronunció.
En agosto de 1992, pidió a la OTAN que detuviera el asalto serbio en Goražde y Sarajevo para finalizar la limpieza étnica durante la Guerra de Bosnia. Comparó la situación de ahí con los «peores excesos de los nazis» y advirtió que podría haber un «holocausto». Thatcher efectuó una serie de discursos en la Cámara de los Lores en los que criticó el Tratado de Maastricht, al que definió como «demasiado lejano» y afirmó que «nunca podría haberlo firmado». También citó a A. V. Dicey al afirmar que como los tres principales partidos políticos estaban a favor de revisar el tratado, el pueblo a su vez debería dar su opinión.

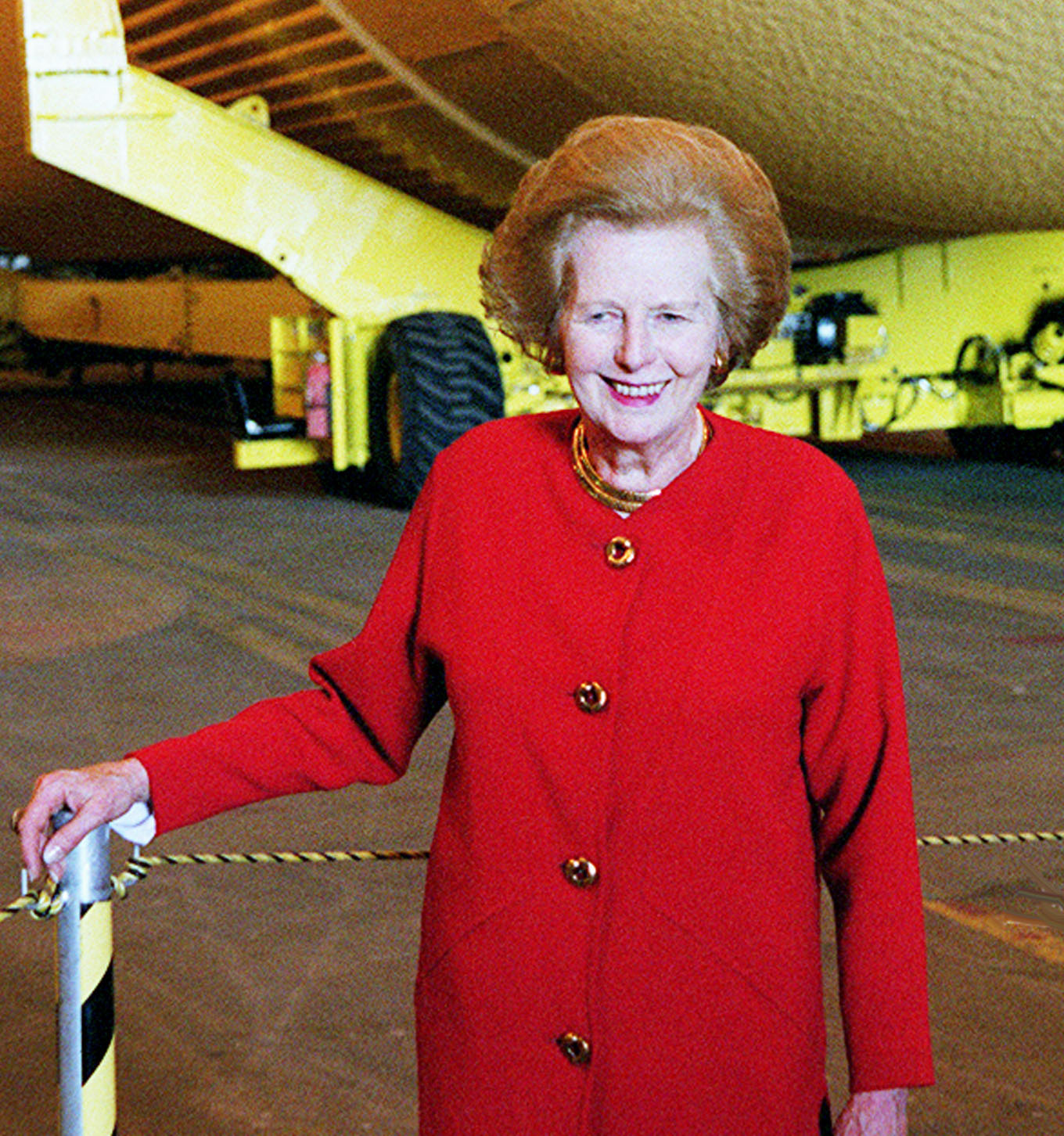
Margaret Thatcher en el Centro espacial John F. Kennedy, 2001.

Fue rectora honoraria de la Universidad de William y Mary en Virginia (1993-2000) y también de la Universidad de Buckingham (1992-1999), la primera de carácter privado del Reino Unido, que se había inaugurado en 1975. Después de la elección de Tony Blair como líder del Partido Laborista en 1994, Thatcher lo alabó en una entrevista al decir que era «probablemente el líder laborista más formidable desde Hugh Gaitskell. Veo un montón de socialismo detrás de su primera fila, pero no en el señor Blair. Creo que realmente se ha movido».
En 1998 Thatcher pidió la liberación del expresidente y dictador chileno Augusto Pinochet cuando España ordenó su arresto y trató de juzgarlo por violaciones a los derechos humanos sobre la base de la ayuda que le brindó a Reino Unido durante la Guerra de Malvinas. En 1999 lo visitó mientras se hallaba bajo arresto domiciliario cerca de Londres. Pinochet fue liberado en marzo de 2000 a causa de su débil salud por el ministro del Interior, Jack Straw, sin haber enfrentado un juicio. En las elecciones generales de 2001, apoyó la campaña de los conservadores, pero no avaló a Iain Duncan Smith como lo había hecho con John Major y William Hague. En la elección por un líder conservador poco después, le dio su aprobación a Smith por sobre Kenneth Clarke.
En marzo de 2002, fue publicado el libro de Thatcher Statecraft: Strategies for a Changing World, dedicado a Ronald Reagan, en el cual declaró que no habría paz en Medio Oriente hasta que Saddam Hussein fuera derrocado, que Israel debería negociar tierras por la paz y que la Unión Europea (UE) era «fundamentalmente irreformable», «un proyecto utópico clásico, un monumento a la vanidad de los intelectuales, un programa cuyo destino inevitable es el fracaso». Argumentó que el Reino Unido debería negociar los términos de la membresía o bien, salir de la UE y unirse al Tratado de Libre Comercio de América del Norte. El libro fue publicado el 18 de marzo en The Times y pocos días después, a causa de varios accidentes cerebrovasculares pequeños, Thatcher anunció que cancelaría todos sus discursos previstos y no aceptaría dar ninguno más a partir de entonces.

### Últimos años: 2003-2013

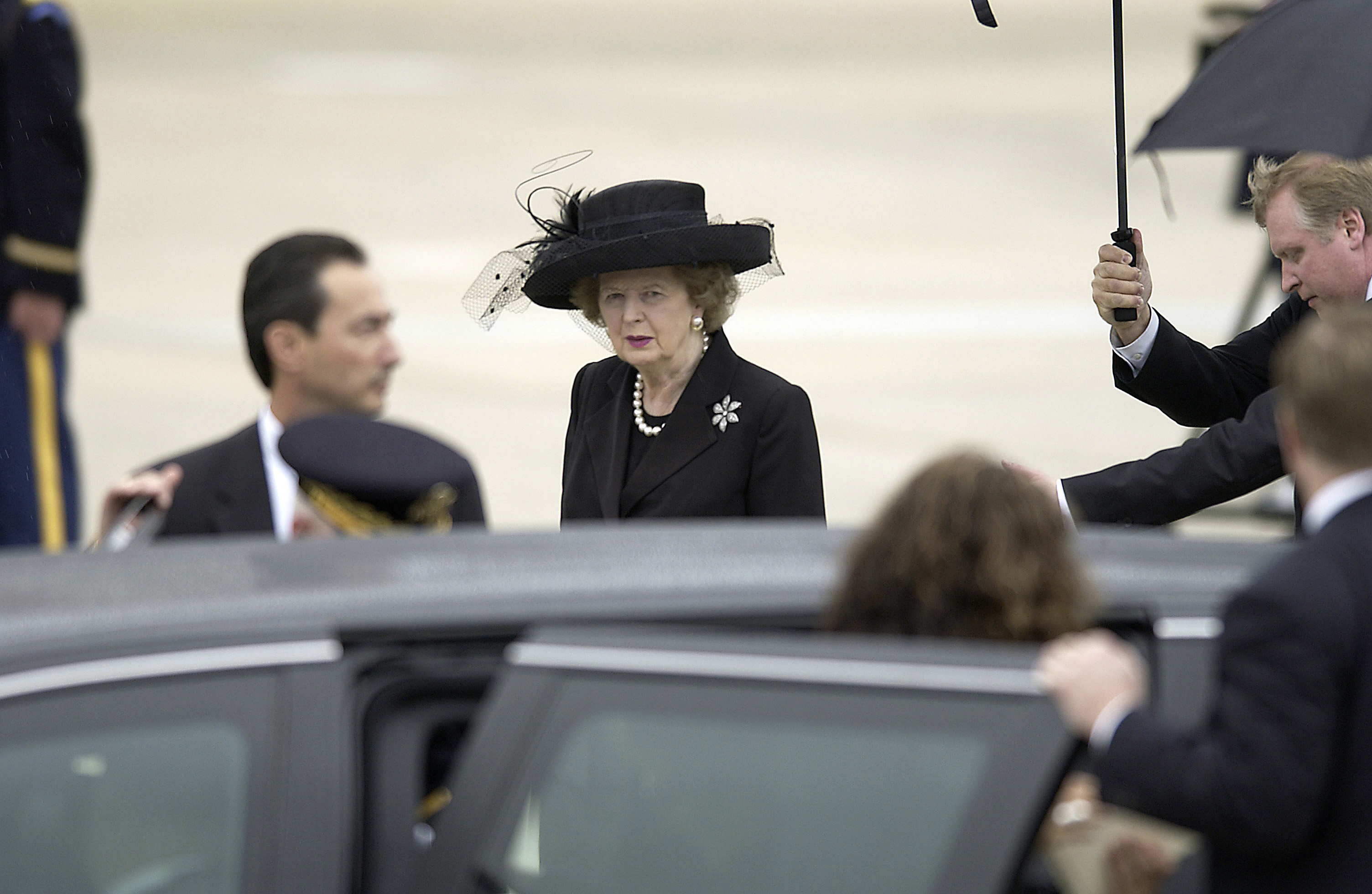
Thatcher llega para el funeral del presidente Reagan en 2004.

Denis Thatcher murió el 26 de junio de 2003 y fue incinerado el 3 de julio. Su esposa le rindió homenaje en The Downing Street Years, relatando que «ser ministro es un trabajo solitario. En cierto sentido, esto debe ser así. Pero con Denis ahí nunca estuve sola. Qué hombre. Qué marido. Qué amigo». Un año después, murió su hermana Muriel y el 11 de junio de 2004, asistió al funeral de Estado de Ronald Reagan, en el cual pronunció unas palabras elogiosas a través de un video. En vista de su frágil salud, el mensaje había sido preparado varios meses antes. Thatcher voló a California con el entorno de Reagan y asistió a la ceremonia conmemorativa y al entierro del presidente en la Biblioteca Ronald Reagan.
Thatcher celebró su octogésimo cumpleaños en el Hotel Mandarin Oriental en Hyde Park, Londres, el 13 de octubre de 2005, en una ceremonia a la que asistieron la reina Isabel II y su esposo, el duque de Edimburgo, la princesa Alejandra y Tony Blair. Geoffrey Howe, por entonces lord Howe de Aberavon, también estuvo presente y dijo sobre la exlíder: «su verdadero triunfo fue haber transformado no solo un partido, sino dos, de modo que cuando los laboristas finalmente regresaron, la mayor parte del thatcherismo fue aceptado como inalterable».

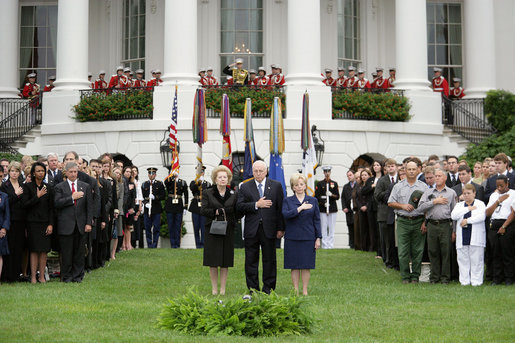
Thatcher en el servicio memorial en Washington del quinto aniversario del atentado del 11-S, junto a Dick Cheney y su esposa.

 En 2006, asistió a un servicio conmemorativo oficial en Washington, D. C. para recordar el quinto aniversario del atentado del 11 de septiembre de 2001 en Estados Unidos. Fue invitada por el vicepresidente Dick Cheney y se reunió con la ministra de Asuntos Exteriores Condoleezza Rice durante su visita.
En febrero de 2007, se convirtió en el primer ministro vivo en ser honrado con una estatua de bronce en las Casas del Parlamento, la cual se pensó situar inicialmente en la plaza del Parlamento, justo enfrente de la de su héroe político, Winston Churchill, a las puertas de la Cámara de los Comunes. Finalmente se colocó en el vestíbulo de la Cámara de los Comunes y fue presentada el 21 de febrero de 2007 con la presencia de la propia Thatcher, que pronunció un discurso poco frecuente y breve, en el que señaló: «Hubiera preferido que fuese de hierro, pero el bronce hará... que no se oxide». La estatua la muestra de frente a la Cámara de los Comunes con su brazo derecho extendido. Thatcher regresó al número 10 de Downing Street a finales de noviembre de 2009 para la presentación de un retrato oficial del artista Richard Stone, un honor poco común para un ex primer ministro con vida. Stone había efectuado previamente retratos a la Reina y a la Reina Madre.
El Ayuntamiento de su ciudad natal, Grantham, recaudó 100 000 libras esterlinas para la creación de otra estatua de la ex primera ministra, de una unas dimensiones 1:1,5 superior al tamaño normal y vestida con la túnica de estado, con la intención de colocarla en el exterior, en la plaza del Parlamento, también enfrente de Winston Churchill. Sin embargo, los responsables del distrito de Westminster rechazaron el proyecto por temor a un más que probable vandalismo. 
Los organizadores presentaron una segunda propuesta, que sería colocar la estatua en su ciudad natal, Grantham, sobre un pedestal de cuatro metros de altura y ₤300 000 (algo desproporcionado, teniendo en cuenta que en la misma plaza St Peter's Hill Green en Grantham, Lincolnshire, hay una estatua de Isaac Newton situada a una altura estándar) diseñado para que sea difícil de escalar y con soportes integrados para que las vallas protectoras puedan colocarse fácilmente a su alrededor durante las manifestaciones. En cualquier caso, la estatua aun no se ha colocado, entre opiniones opuestas sobre la idoneidad del gasto y el supuesto poder de atracción de los turistas hacia Grantham.
Thatcher era una defensora pública de la Declaración de Praga sobre Conciencia Europea y Comunismo y el consiguiente resultado del Proceso de Praga e incluso, envió una carta pública de apoyo a la conferencia anterior. El 29 de abril de 2011, fue invitada a la boda real del príncipe Guillermo y Catherine Middleton, pero no asistió, como tampoco a la ceremonia para la inauguración de una estatua de tres metros del expresidente estadounidense Ronald Reagan frente a la embajada norteamericana en Grosvenor Square, al parecer debido a su frágil salud. En junio, fue condecorada por el expresidente español José María Aznar con el II premio FAES a la Libertad en su residencia privada de Londres. El 31 de julio, se anunció que la oficina de la baronesa en la Cámara de los Lores había sido cerrada, momento en el que fue nombrada la primera ministra británica más competente de los últimos 30 años en una encuesta de Ipsos MORI. En sus últimos años, Thatcher se mantuvo en gran parte recluida de la vista pública debido a sus dificultades para comunicarse y movilizarse.

## Enfermedad y fallecimiento
La salud de Thatcher declinó notablemente durante la década de 2000. Sufrió varios accidentes cerebrovasculares pequeños en 2002 y sus médicos le aconsejaron no volver a ofrecer discursos públicos. Después de desmayarse durante una cena en la Cámara de los Lores, fue ingresada en el hospital Saint Thomas en el centro de Londres el 7 de mayo de 2008 para efectuársele pruebas. En junio de 2009, se resbaló en su casa y se fracturó un brazo, por lo que debió ser intervenida quirúrgicamente y permanecer en observación. El 19 de octubre de 2010, fue internada de nuevo a causa de una gripe, motivo por el cual no pudo asistir a la celebración de su 85.º cumpleaños que el gobierno británico le había organizado. Según un libro publicado por su hija Carol en 2008, A Swim-On Part In The Goldfish Bowl, Thatcher padeció demencia senil aproximadamente desde 2000. De acuerdo con su relato, confundía la guerra de las Malvinas con la guerra de Bosnia, y debía recordarle constantemente que su esposo Denis había muerto hacía varios años y no era capaz de hablar durante más de diez minutos porque se perdía y olvidaba las frases. 

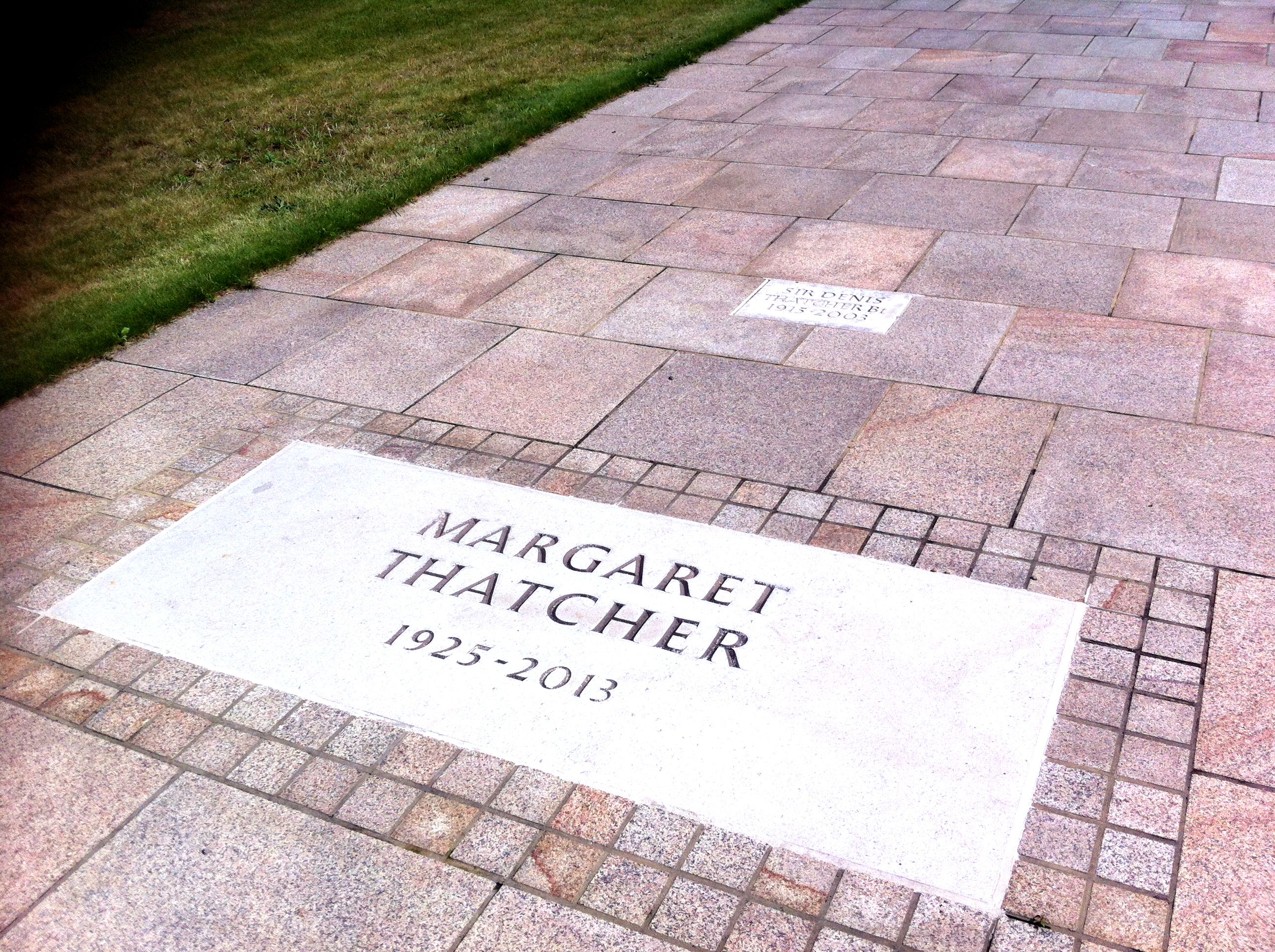
Tumba de Thatcher en el Royal Hospital Chelsea.

El 21 de diciembre de 2012, fue sometida a una operación para extirparle un tumor en la vejiga en un hospital londinense y debió permanecer internada durante la temporada navideña de ese año. Thatcher falleció el 8 de abril de 2013 a los 87 años en el Hotel Ritz en Londres después de sufrir un accidente cerebrovascular.

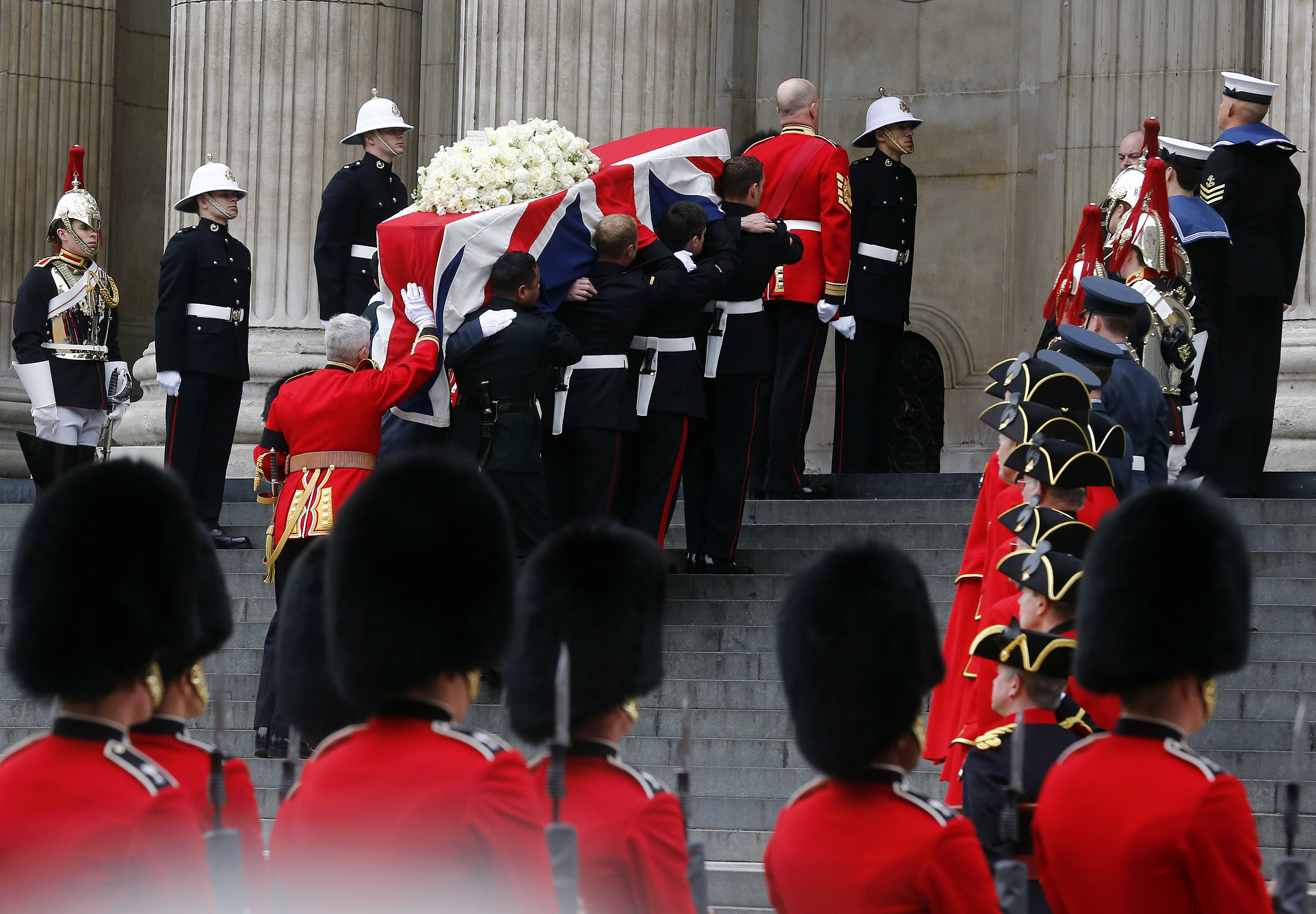
Traslado de los restos de Thatcher hacia la Catedral de San Pablo.

El portavoz de Thatcher, Lord Bell, confirmó su muerte a las 12.52 GMT en una nota de prensa y un portavoz del palacio de Buckingham manifestó: «La Reina se hallaba triste luego de escuchar la noticia de la muerte de la baronesa Thatcher. Su Majestad enviará un mensaje privado de condolencias a la familia». El primer ministro de Reino Unido, David Cameron, dijo que «fue con gran tristeza que me enteré de la muerte de lady Thatcher. Hemos perdido a una gran líder, una gran primer ministro y una gran británica». El líder laborista, Ed Miliband, manifestó: «El Partido Laborista no estuvo de acuerdo con mucho de lo que hizo y siempre seguirá siendo una figura polémica. Pero podemos estar en desacuerdo y respetar mucho también sus logros políticos y su fuerza personal». Su muerte repercutió en todo el mundo y fue portada de la gran mayoría de los periódicos, a tal punto que personalidades y figuras políticas y religiosas, incluyendo el papa Francisco y el presidente Barack Obama, manifestaron públicamente sus condolencias.
De acuerdo con los deseos de Thatcher, no recibió un funeral de Estado, sino que fue honrada con un servicio religioso en la catedral de San Pablo de Londres el 17 de abril, donde se le concedieron honores militares. Sus restos fueron incinerados y depositados en el Royal Hospital Chelsea cerca de los de su marido.

## Imagen pública
Margaret Thatcher fue señalada como una mujer de fuerte personalidad, hecho que fue constatado en archivos secretos tras su llegada al poder revelados en 2010 por los Archivos Nacionales del Reino Unido. Su carácter firme y determinación que le valieron el apodo de «La Dama de Hierro» quedaron demostrados, por ejemplo, en cumbres internacionales o en enfrentamientos y oposiciones con otros políticos de relevancia.

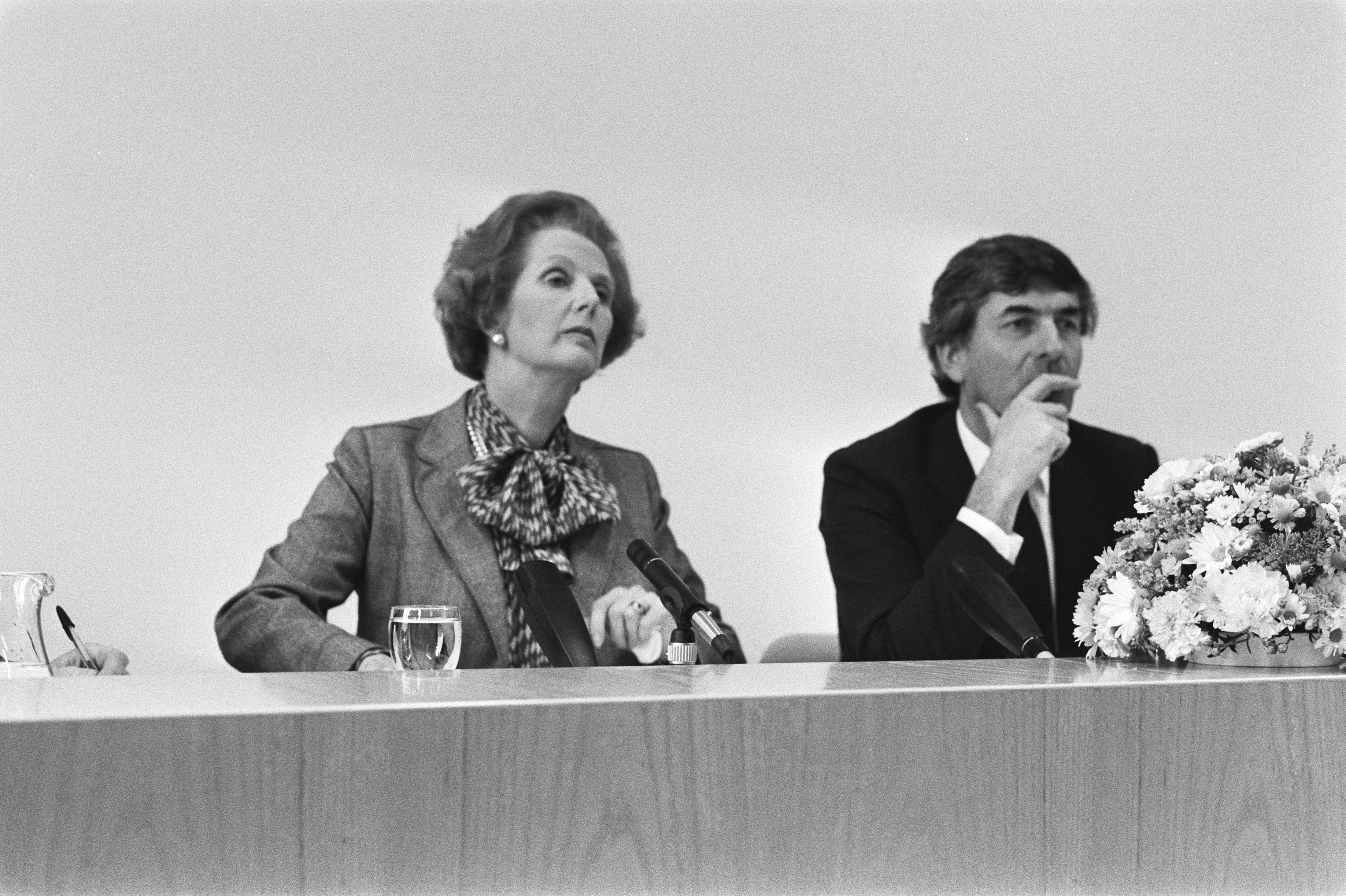
Margaret Thatcher y el primer ministro de Países Bajos, Ruud Lubbers, durante una conferencia de prensa en 1983.

Su fuerte carácter también quedó establecido en sus anotaciones al margen en sus papeles de trabajo. Sobre su primera propuesta de recortes presupuestarios que le hizo llegar el canciller del Exchequer, anotó: «No es lo bastante duro». Las notas de una conversación que mantuvo el 23 de agosto de 1979 con el ministro Humphrey Atkins reflejaron su indignación por la política neutral adoptada por Estados Unidos en el conflicto del Úlster. Un documento relató una charla en la Casa Blanca entre el presidente estadounidense Jimmy Carter y Thatcher en diciembre de 1979 en la que Carter intentaba convencerla para que vendiera armas al Royal Ulster Constabulary (RUC). Según las notas oficiales: «ella misma manejó las dos pistolas que habitualmente utilizaba el RUC y no tenía ninguna duda de que la americana Ruger era mucho mejor». Otra carta de julio de 1978 reveló el cinismo de Thatcher cuando aún era líder de la oposición debido a su negativa de publicar una historia de la inteligencia militar durante la Segunda Guerra Mundial que reconocía la existencia del MI5 y el MI6, los servicios secretos británicos.
Meryl Streep, protagonista de La dama de hierro (2011), comentó en una entrevista sobre Thatcher: 

Ella no podía permitirse ni la risa ni las lágrimas porque sabía que eso sería percibido como una señal de debilidad. También manipuló su voz, su acento, su tono, para convertirse en líder. La falta de sentimientos que siempre se le ha achacado ya la mostraba cuando era una joven política. Era muy importante reflejar bien las manifestaciones de aquella personalidad porque tienen mucho que ver con la percepción que se tiene de ella: su grandiosidad, su presencia, la majestuosidad que imprimía a sus opiniones. Hasta ahora pervivían de ella dos imágenes totalmente enfrentadas y exageradas: la del ícono y la del monstruo.

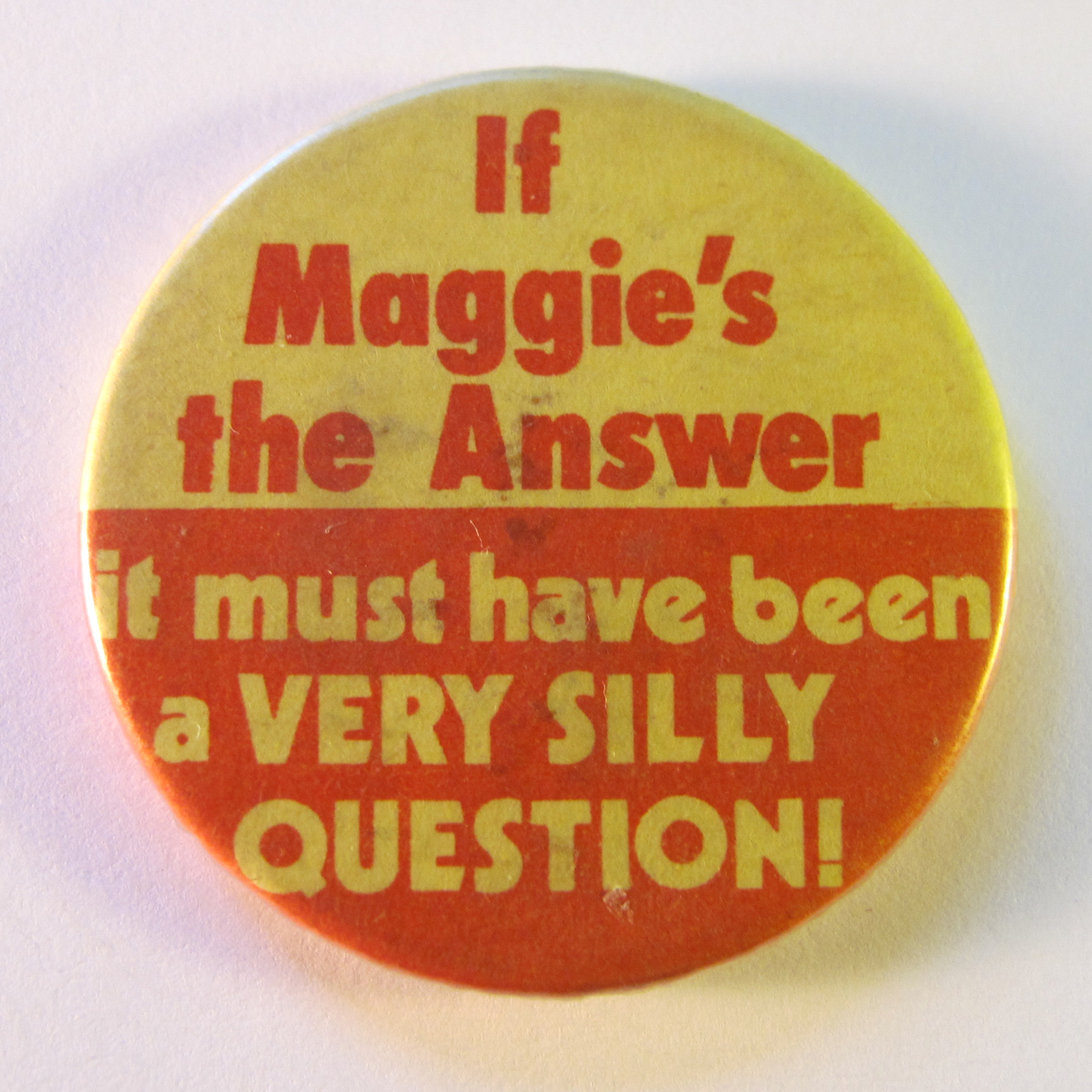
Insignia redonda con el eslogan «Si Maggie es la respuesta, la pregunta debe haber sido muy tonta», 1986.

Se caracterizó, principalmente durante su mandato, por su pensamiento político basado en el patriotismo y el nacionalismo, y su aversión por los sindicatos. En 1959, año en que Thatcher ingresó al Parlamento británico, 25 mujeres (un 3,9 %) fueron elegidas diputadas en una Cámara de 630 miembros contrariamente a la actualidad, en la que hay 142 diputadas (un 21,8 %). Para 1978, su popularidad en las encuestas se elevó un 11 %, mientras que en diciembre de 1980, el índice de aprobación de Thatcher cayó al 23 %, el más bajo registrado para cualquier primer ministro. Si bien su popularidad declinó notablemente durante el período de recesión económica de principios de los años de 1980, aumentó considerablemente luego de la victoria en la guerra de las Malvinas. Thatcher fue la primera mujer que alcanzó el cargo de primera ministra en Reino Unido como así también una de las pocas mujeres en liderar un partido político británico de relevancia.
Los rumores acerca de su tendencia al racismo fueron incrementándose a lo largo de su mandato y posteriormente a este. A pesar de que aceptó el ingreso de 10 000 vietnamitas que huían del régimen comunista al Reino Unido, Thatcher supuso que habría disturbios callejeros si recibían viviendas de protección oficial en detrimento de la población blanca y admitió que pondría «muchas menos objeciones si se tratara de refugiados de Rodesia, polacos o húngaros porque sería mucho más fácil asimilarlos en la sociedad británica».
Por otra parte, los críticos han lamentado la influencia de Thatcher en el abandono de ideas como el pleno empleo, la reducción de la pobreza y el consenso civil como base de los objetivos políticos. También fue criticada por ser divisiva y por promover la codicia y el egoísmo. En abril de 2009, antes del 30.º aniversario de su elección como primera ministra, Thatcher habló sobre Escocia e insistió en que se hallaba en lo cierto y no se arrepentía de aplicar el cargo comunitario y retirar los subsidios a «las industrias anticuadas, cuyos mercados se encuentran en un declive terminal» que crearon «la cultura de dependencia que ha hecho tanto daño a Gran Bretaña». Según Daily Record: «Antes de Thatcher, Escocia hacía acero, barcos, autos y producía carbón [...] [Para cuando Thatcher terminó su gobierno] todas esas industrias quedaron devastadas y decenas de miles de hombres y sus familias [...] vivían sin trabajo y esperanza». La economista política Susan Strange definió al nuevo modelo de crecimiento financiero como «capitalismo de casino» al reflejar su perspectiva de que la especulación y el comercio de acciones se habían vuelto más importantes para la economía que la misma industria.
Durante su mandato, Thatcher obtuvo un índice de aprobación de 40 %, el segundo más bajo para un primer ministro de la posguerra. Las encuestas consistentemente mostraban que era más impopular que su partido. Al haberse definido como una política de convicción, Thatcher siempre insistió en que no le importaban las encuestas y apuntó a su récord de elecciones invictas. Sin embargo, en julio de 2011 Thatcher fue nombrada la primera ministra británica más competente de los últimos 30 años en una encuesta de Ipsos MORI. Fue considerada una de las figuras políticas más importantes como así también una de las 25 mujeres más poderosas del siglo XX por la revista Time.

## Legado
Thatcher definió su propia filosofía política en una ruptura controvertida con los conservadores de One Nation, tal como hizo su predecesor Edward Heath, en una declaración hecha a Douglas Keay y publicada en la revista Woman's Own el 31 de octubre de 1987:

Creo que hemos entrado a un periodo donde muchos niños y gente han crecido con la idea de «¡Tengo un problema, es el trabajo del gobierno lidiar con ello!» o «¡Tengo un problema, iré y conseguiré una concesión para lidiar con ello!», «¡No tengo casa, el gobierno debe darme una!» y así le están arrojando a la sociedad sus problemas, pero ¿quién es la sociedad? ¡No existe tal cosa! Hay hombres y mujeres independientes y hay familias y ningún gobierno puede hacer algo, excepto a través de la gente, y la gente primero tiene que luchar por sí misma. Es nuestro deber cuidar de nosotros y luego ayudar a nuestros vecinos y la vida es un negocio recíproco, donde la gente tiene sus derechos en mente, pero no sus obligaciones.

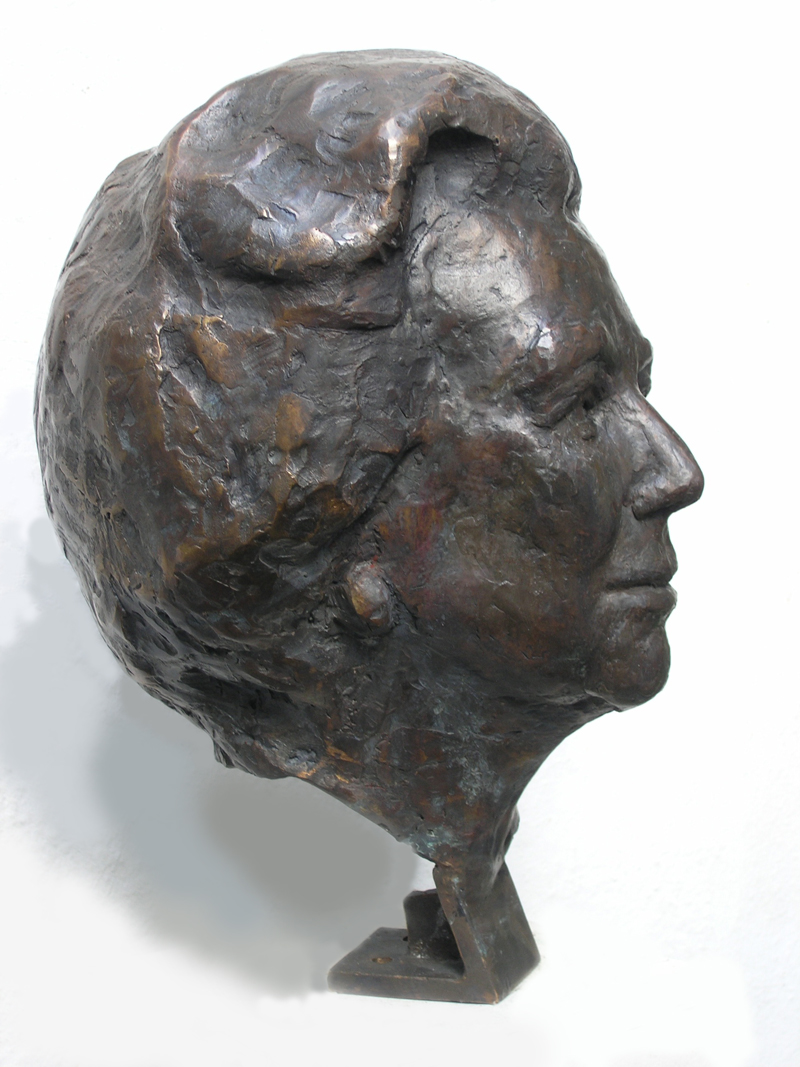
Escultura de Thatcher realizada por David Cregeen.

Para sus simpatizantes, Margaret Thatcher permanece como una figura que revitalizó la economía británica, reprimió a los sindicatos y restableció a la nación como una potencia mundial. Incrementó del 7 % al 25 % el número de accionistas y más de un millón de familias adquirieron una de las viviendas del gobierno, incrementando el número de propietarios de 55 % a 67 %.
Sin embargo, el mandato de Thatcher también estuvo marcado por los altos niveles de desempleo y la agitación social. Muchas de las áreas afectadas por la escasa oferta de trabajo, resultante de sus políticas económicas monetaristas, aún no se han recuperado completamente y están plagadas de problemas sociales como la drogadicción y la separación familiar.
Recientemente, muchos biógrafos han sido críticos con varios aspectos de la vida en los años de Thatcher. Por ejemplo, el periodista Michael White, en su libro New Statesman (2009), dudó del hecho de que sus reformas hayan traído algún beneficio neto al pueblo británico. Pese a ser la primera mujer elegida como primera ministra del Reino Unido, Eric Evans dijo en su libro Thatcher and Thatcherism que hizo «poco para ayudar la causa política de las mujeres», ya sea en su partido o en el gobierno, y algunas feministas británicas la han clasificado como «una enemiga». Su postura sobre la inmigración fue percibida como parte de la creciente esfera pública racista, la cual el profesor Martin Barker calificó como «nuevo racismo».
Influenciado por los principios de Keith Joseph, el término «thatcherismo» surgió para referirse a sus políticas así como a los aspectos de su ética y de su estilo personal, incluyendo el absolutismo moral, el nacionalismo, el interés individual y un enfoque inflexible para alcanzar sus objetivos políticos. El apodo «La Dama de Hierro», originalmente creado por la prensa soviética, se asoció con sus políticas inflexibles y su forma de gobernar.
En 2011, el líder laborista Ed Miliband elogió las políticas claves de Thatcher al afirmar que: «algunas cosas que pasaron en la década de 1980 estuvieron bien. Estuvo bien dejar a la gente comprar su propia casa. Estuvo bien recortar los impuestos en un 60 %, 70 % y 80 %. Y estuvo bien cambiar las reglas en las tiendas cerradas, en las huelgas antes de las elecciones. Esos cambios estuvieron bien, y nosotros estuvimos mal en oponernos a ellos en ese tiempo». El mandato de Thatcher de 11 años y 209 días como primera ministra fue el más largo desde Lord Salisbury (13 años y 252 días en tres periodos comenzando en 1885) y el periodo continuo más largo desde Robert Jenkinson (14 años y 305 días comenzando en 1812).
La muerte de Thatcher en 2013 generó reacciones diversas, incluyendo reflexiones críticas como así también elogios. Grupos de personas celebraron su deceso en Brixton, Leeds, Brístol y Glasgow, y una multitud de 3000 manifestantes se aglomeró en Trafalgar Square para festejar su desaparición y protestar contra su legado. Poco después de su fallecimiento, el primer ministro de Escocia, Alex Salmond, argumentó que sus políticas tuvieron la «consecuencia no intencionada» de fomentar la descentralización escocesa. George Fulkes, por su parte, señaló en Scotland Tonight que había promovido el fomento de la devolución de poder.

### Honores

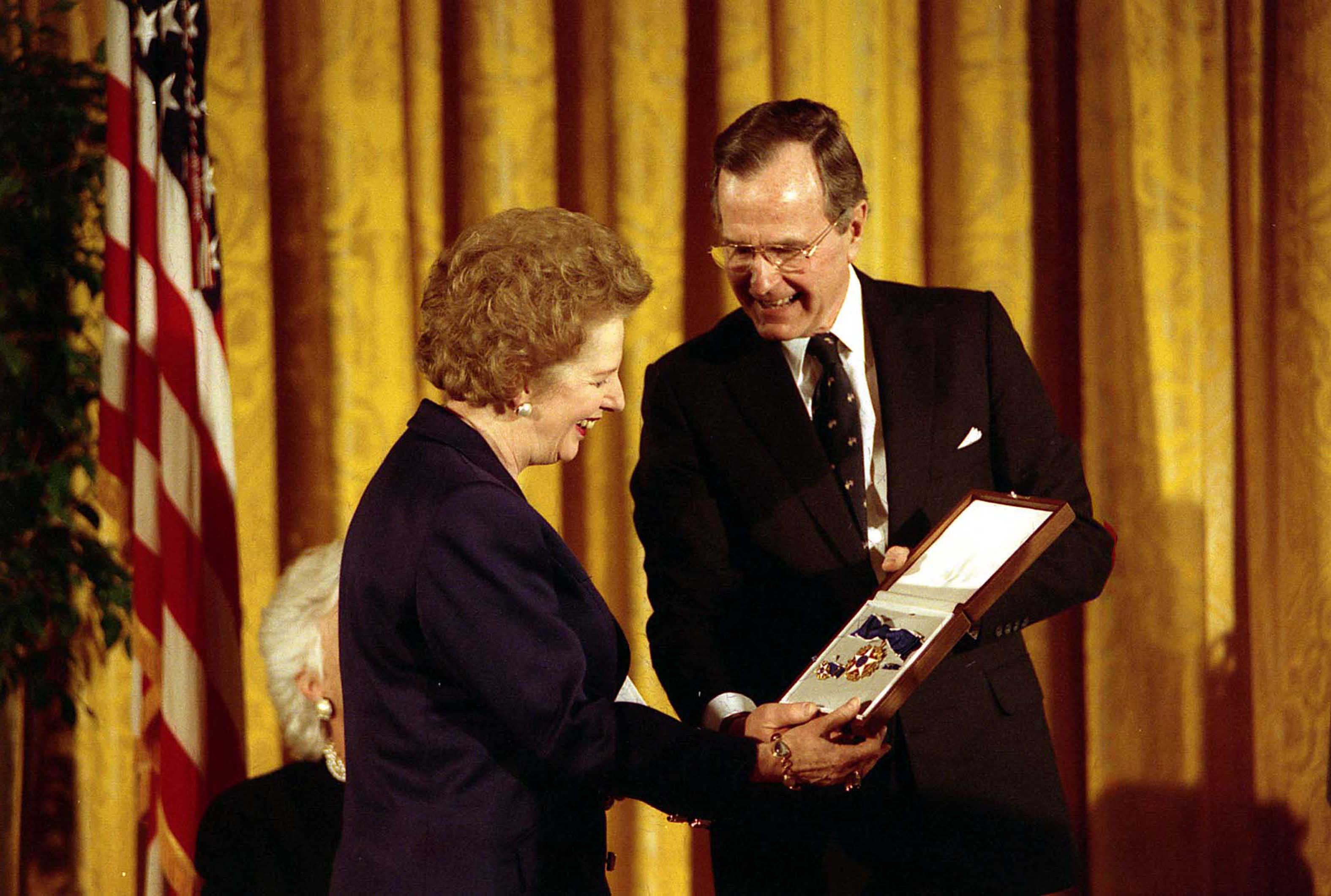
El presidente George H. W. Bush entregando a su colega Thatcher la Medalla Presidencial de la Libertad el 7 de marzo de 1991.

En 1970, tras ser nombrada ministra de Educación y Ciencia, Thatcher se convirtió en consejera privada. Fue condecorada con la Orden del Mérito por Isabel II dos semanas antes de dejar su puesto y en esa misma época, su marido fue nombrado baronet. En 1992 se convirtió en un par en la Cámara de los Lores, con un par vitalicio como baronesa Thatcher, de Kesteven en el Condado de Lincolnshire. Tres años más tarde, fue nombrada dama de compañía de la Orden de la Jarretera, la orden de caballería más alta del Reino Unido. Fue elegida socia de la Royal Society en 1983 y fue la primera mujer a la que se le otorgó una membresía completa como un miembro honorario del Carlton Club, luego de que se convirtiera en líder del Partido Conservador en 1975.
En otras partes del mundo, el papel de Thatcher en la política global también fue galardonado. Por ejemplo, en Croacia fue nombrada Dama de la Gran Cruz de la Gran Orden del Rey Dmitar Zvonimir. Por otro lado, en las Islas Malvinas se celebra cada 10 de enero el Día de Margaret Thatcher desde 1992 para conmemorar la visita que realizó en 1983. La avenida Thatcher Drive en Puerto Stanley (Puerto Argentino para los argentinos) fue nombrada de ese modo en su honor así como la península Thatcher en Georgia del Sur, donde las fuerzas británicas tocaron tierra por primera vez en el territorio. Thatcher fue condecorada con la Medalla Presidencial de la Libertad, el honor civil más alto entregado en los Estados Unidos, por el presidente George H. W. Bush en 1991. También fue patrona de la Heritage Foundation, la cual estableció el Centro para la Libertad Margaret Thatcher en 2005. En septiembre de 1993, al hablar acerca de Ed Feulner, el presidente de Heritage, Thatcher dijo: «No solo aconsejaste al presidente Reagan sobre lo que debía hacer; le dijiste cómo lo podía hacer. Y como política en práctica, puedo testificar que ese es el único consejo que vale la pena tener».

### En la cultura popular

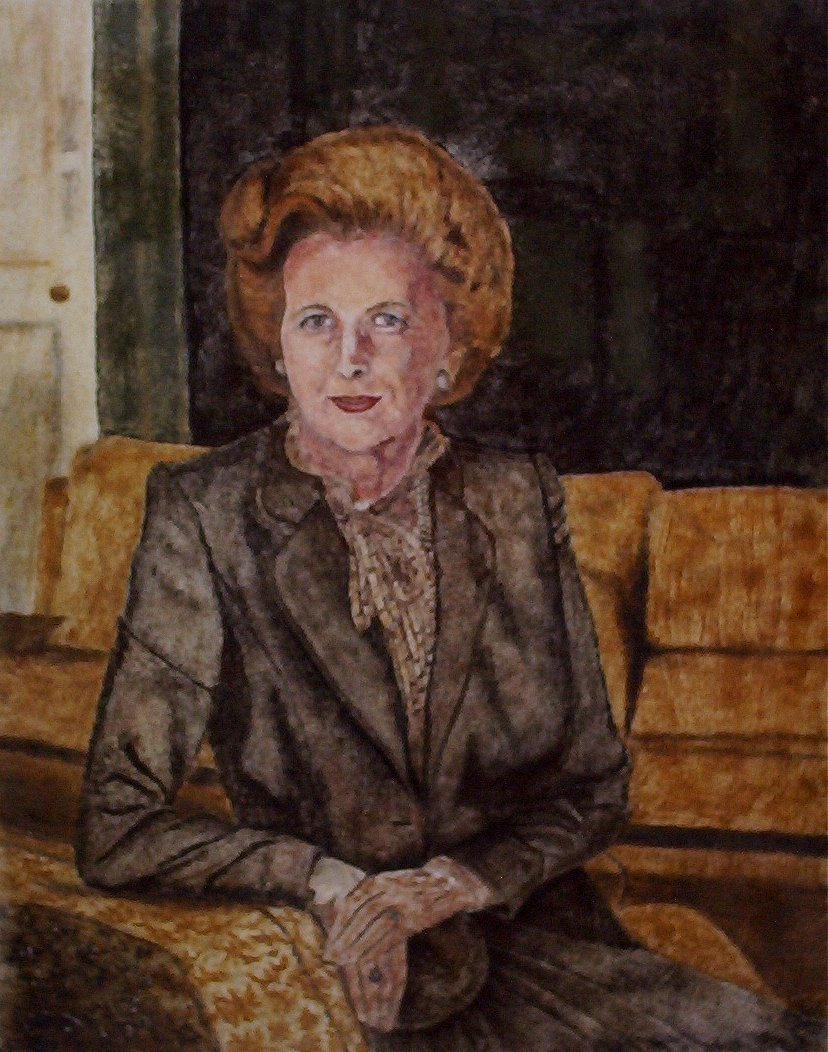
Margaret Thatcher por Brian Pike, 1985.

La adaptación de Margaret Thatcher como personaje ha sido incluido en varios programas de televisión, documentales, películas y obras de teatro. Fue interpretada por Patricia Hodge en la producción de Ian Curteis The Falklands Play (2002) y por Andrea Riseborough en la película para televisión The Long Walk to Finchley (2008). También fue adaptada como protagonista del filme La dama de hierro (2011), interpretada por Meryl Streep, que obtuvo el premio Oscar por su papel, apenas a un año antes de la muerte de Thatcher. En 2020, Gillian Anderson la representó en The Crown, serie de televisión biográfica sobre el reinado de Isabel II.
Thatcher fue objeto de la sátira de autores como John Wells en varios medios de comunicación. Wells colaboró con Richard Ingrams para escribir el guion de la parodia «Dear Bill», la cual comenzó como una columna en la revista Private Eye para después ser publicada como un libro y finalmente adaptada a la obra de West End Anyone for Denis?, protagonizada por Wells como Denis Thatcher. En 1982 la obra de teatro fue seguida por un especial de televisión dirigido por Dick Clement. En 1979 Martin Lewis comisionó a Wells para escribir y grabar un disco de comedia titulado Iron Lady: The Coming Of The Leader, en donde Thatcher fue retratada por la comediante e imitadora Janet Brown. El álbum incluía sketches y canciones satíricas del ascenso al poder de la primera ministra. Del mismo modo, en el programa Spitting Image, Thatcher fue representada como una tirana intimidante, que usaba pantalones y ridiculizaba a sus propios ministros.
Thatcher fue el principal objeto de inspiración de múltiples canciones de protesta. Paul Weller fue uno de los miembros fundadores del ensamble Red Wedge, que buscó sin éxito la expulsión de Thatcher con la ayuda de la música. En 1987 organizaron una gira con los comediantes Lenny Henry, Ben Elton, Robbie Coltrane, Harry Enfield y otros para evitar su reelección en las elecciones generales de ese año.
En 1983 Roger Waters mencionó a Thatcher en la canción titulada «The Fletcher Memorial Home», en una expresión de frustración a líderes mundiales que también incluían a Reagan y McCarthy en la obra discográfica de Pink Floyd titulada «The Final Cut».
También es mencionada de forma satírica en la canción "La dama de hierro" del grupo Mafalda en su álbum "La última vez que te escucho", de 2016.

## Títulos y honores

### Títulos

Escudo de armas de Margaret Thatcher (1995-2013).

Títulos que Lady Thatcher ostentó en orden cronológico:
- La Excelentísima Margaret Thatcher, miembro del Parlamento (22 de junio de 1970-30 de junio de 1983)
- La Excelentísima Margaret Thatcher, socia de la Royal Society, miembro del Parlamento (30 de junio de 1983-7 de diciembre de 1990)
- La Excelentísima Margaret Thatcher, Orden del Mérito, socia de la Royal Society, miembro del Parlamento (7 de diciembre de 1990-4 de febrero de 1991)
- La Excelentísima Lady Thatcher, Orden del Mérito, socia de la Royal Society, miembro del Parlamento (4 de febrero de 1991-9 de abril de 1992)
- La Excelentísima Lady Thatcher, Orden del Mérito, socia de la Royal Society (9 de abril de 1992-26 de junio de 1992)
- La Excelentísima Baronesa Thatcher, Orden del Mérito, Consejera Privada del monarca, socia de la Royal Society (26 de junio de 1992-22 de abril de 1995)
- La Excelentísima Baronesa Thatcher, miembro de la Orden de la Jarretera, Orden del Mérito, Consejera Privada del monarca, socia de la Royal Society (22 de abril de 1995-8 de abril de 2013)

### Honores
- Dama de la Muy Noble Orden de la Jarretera.
- Orden del Mérito.
- Miembro del Muy Honorable Consejo Privado de Su Majestad.
- Miembro de la Royal Society.
- Miembro honoraria del Carlton Club (asociación en la que solo podían ser miembros de pleno derecho los caballeros hasta el 22 de mayo de 2008).

### Honores extranjeros
- Medalla Presidencial de la Libertad
- Medalla Senatorial Republicana de la Libertad
- Patrona de la Fundación Heritage
- Legión de la Libertad

| Predecesor: Edward Short    | Ministra de Educación y Ciencia del Reino Unido 1970-1974 | Sucesor: Reginald Prentice |
| Predecesor: Edward Heath    | Líder del Partido Conservador 1975-1990                   | Sucesor: John Major        |
| Predecesor: Edward Heath    | Líder de la Muy Leal Oposición de Su Majestad 1975-1979   | Sucesor: James Callaghan   |
| Predecesor: James Callaghan | Primera ministra del Reino Unido 1979-1990                | Sucesor: John Major        |